# Tramvaiul din București
Bucureștiul are cea mai lungă rețea de tramvaie din România (141 km cale dublă în 2019), rețea administrată de STB.

## Istorie

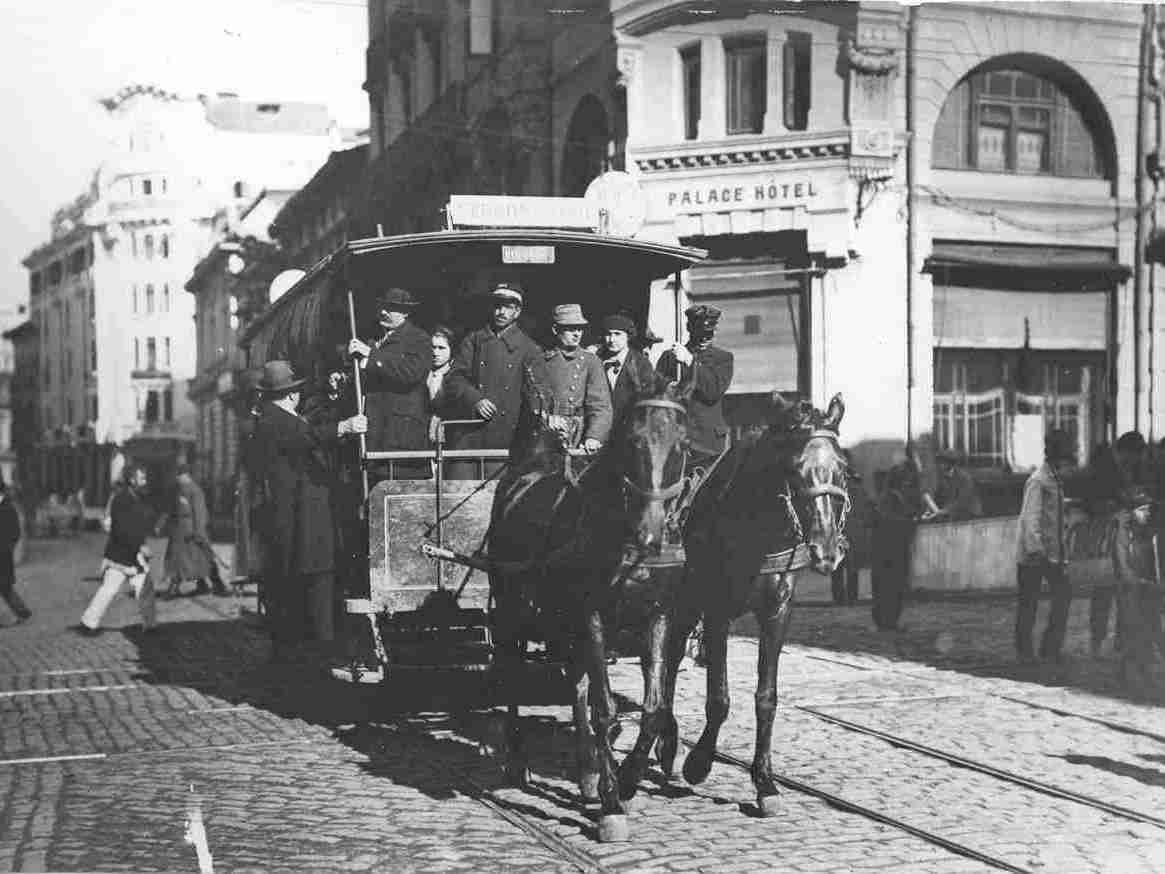
Tramvai cu cai în 1871

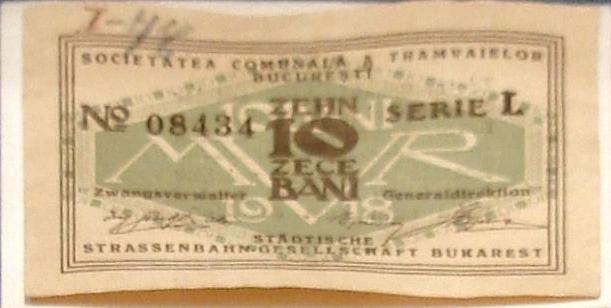
Bilet de tramvai din 1913-1916

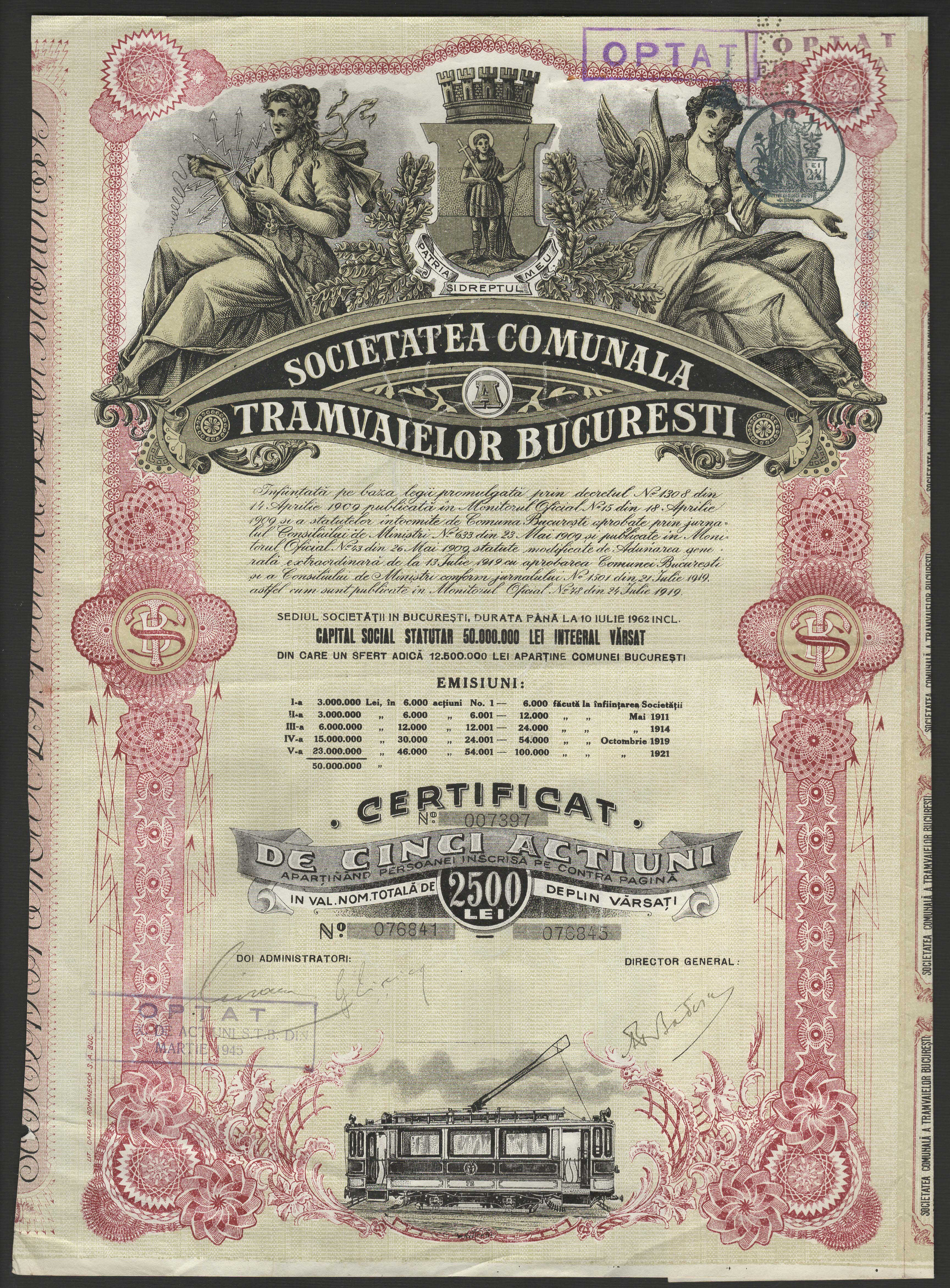
Cota Soc. Comunala Tramvaielor Bucuresti din 24 iulie 1919

Tramvaiele cu cai au fost primele mijloace de transport în comun din București, fiind introduse în 1871. În același an, pe 3/15 iulie, primăria a acordat o concesiune pe 45 de ani pentru crearea unor linii de tramvaie cu cai. Liniile Calea Moșilor - Piața Sf. Gheorghe și Piața Sf. Gheorghe - Calea Griviței au fost primele lansate, pe 28 decembrie 1872. Pe 9 decembrie 1894 apar și primele tramvaie electrice, între Obor și Cotroceni, pe o lungime de 6,5 km. Acestea au înlocuit gradual tramcarele, care au fost retrase complet în anul 1904.  
Pe 14 aprilie 1908 este aprobată înființarea „Societății Tramvaielor București” (prescurtat S.T.B.), o nouă concesiune pe 40 de ani ce avea ca scop electrificarea întregii rețele de tramvaie. Capitalul social de 12 milioane de lei a fost vărsat în proporție de 50% de comună și 50% de acționari particulari. În 1921 și 1924 au apărut primele tentative de introducere a transportului de călători cu autobuzele, făcute de mici firme private, care însă nu s-au putut impune în fața concurenței tramvaielor. 
Rețeaua s-a dezvoltat rapid în anii 1900-1935, traseele și distanțele dintre stații permițându-le călătorilor să se deplaseze din orice punct al orașului în oricare altul. În 1929 au fost retrase ultimele tramvaie cu cai.
Traseele au fost profund modificate în epoca Ceaușescu: stațiile au fost rărite și depărtate unele de altele, iar liniile au fost deconectate în centrul municipiului, capetele de linii fiind și ele depărtate unele de altele. De atunci, schema rețelei de suprafață, le permite călătorilor să vină din cartierele periferice spre centru și înapoi, dar nu să circule în toate direcțiile prin oraș și cu atât mai puțin să-l traverseze. Alt inconvenient (pentru călători) al rețelei de suprafață este faptul că o călătorie este valabilă numai în tramvaiul în care se taxează cardul, nu și pe altă linie în corespondență pe o durată de timp oarecare cum este cazul în alte rețele urbane.

## Linii
Numărul liniilor variază frecvent, fiind influențat de lucrările de refacere a infrastructurii aflate în derulare. În mai 2024 în București existau 21 de linii de tramvai: 
- 1: Bd. Banu Manta – Romprim
- 4: Bd. Nicolae Grigorescu – Piața Sf. Vineri
- 7: C.F.R. Progresul – Piața Unirii
- 10: Bd. Banu Manta – Romprim
- 11: Cartier Giulești – Zețarilor
- 17: Bd. Lacul Tei – Piața Sf. Vineri
- 19: Bd. Theodor Pallady – Zețarilor
- 21: Pasaj Colentina – Piata Sf. Gheorghe
- 23: Faur – Zețarilor
- 25: C.F.R. Progresul – Depoul Militari
- 27: Bd. Theodor Pallady – Piața Unirii
- 32: Depoul Alexandria – Piața Unirii
- 36: Bd. Lacul Tei – Pantelimon
- 40: Bd. Basarabia – Piața Sf. Vineri
- 41: Ghencea – Piața Presei
- 44: Cartier Giulești – Vasile Pârvan
- 47: Ghencea – Piața Unirii
- 49: Bd. 1 Decembrie 1918 – Bd. Theodor Pallady
- 53: Cartier Dămăroaia – Mezes
- 55: Pantelimon – Piața Sf. Vineri

## Metrou ușor
În anul 1998 RATB a pus bazele unui proiect ce viza modernizarea rețelei de tramvai. Cu această ocazie a apărut și termenul „metrou ușor”, care se referă la o cale de rulare pentru tramvaie de tip cale ferată, complet separată de partea carosabilă pentru a evita intrarea mașinilor, permițând astfel tramvaielor să prindă viteze superioare și să facă opriri doar în stații. Pentru realizarea unui asemenea sistem nu era suficientă doar modificarea căii de rulare, fiind necesară și introducerea unor vagoane de tramvai capabile să atingă vitezele permise de infrastructură fără a pune în pericol siguranța și confortul călătorilor. Momentan singura linie de tip „metrou ușor” este 41, care are un interval de succedare foarte mic, uneori tramvaiele fiind unul în spatele celuilalt la orele de vârf. În plus, la aceste linii, pe marea majoritate a traseului, autovehiculele nu au acces pe șine. Unii locuitori ai capitalei considera și linia 1 ca fiind „metrou ușor”, însă aceasta este încă departe de acest termen deoarece are un interval de succedare mai mare, iar pe traseu se mai întâlnește cu alte cinci linii. Singurul tronson al liniei 1 care poate fi considerat oarecum „metrou ușor” este cel de pe Șoseaua Progresului, linia fiind situată în partea laterală a șoselei. Alte linii considerate ca fiind metrou ușor sunt 21 și 32, deși sunt departe de acest concept. Poate doar 32 se apropie de acest concept, dar asta doar pe tronsonul Sos. Progresului -Sebastian - Depou Alexandria. In rest, pe lângă faptul că mai întâlnește și alte linii pe parcurs (7, 23, 27 și 47) pe tronsonul dintre Tudor Vladimirescu și Piața Unirii, traficul auto e permis pe calea de rulare. În comparație cu alte linii însă are un interval de succedare scurt. Linia 21, este uneori considerata și ea ca fiind metrou ușor de către locuitorii cartierelor pe care le străbate, deoarece are un interval de succedare scurt, linia a fost separata (s-au montat garduri astfel încât traficul auto nu mai este permis pe calea de rulare excepție vehicule speciale) și datorită faptului că, excepție ultimii cca 2 km înainte de capătul Piața Sf. Gheorghe unde circulă pe traseu comun cu liniile 5 și 16, și zona Bucur Obor unde pentru cca 50 m întâlnește linia 36, în rest este singular pe traseu, asemeni lui 41.

## Material rulant

### Tatra T4R

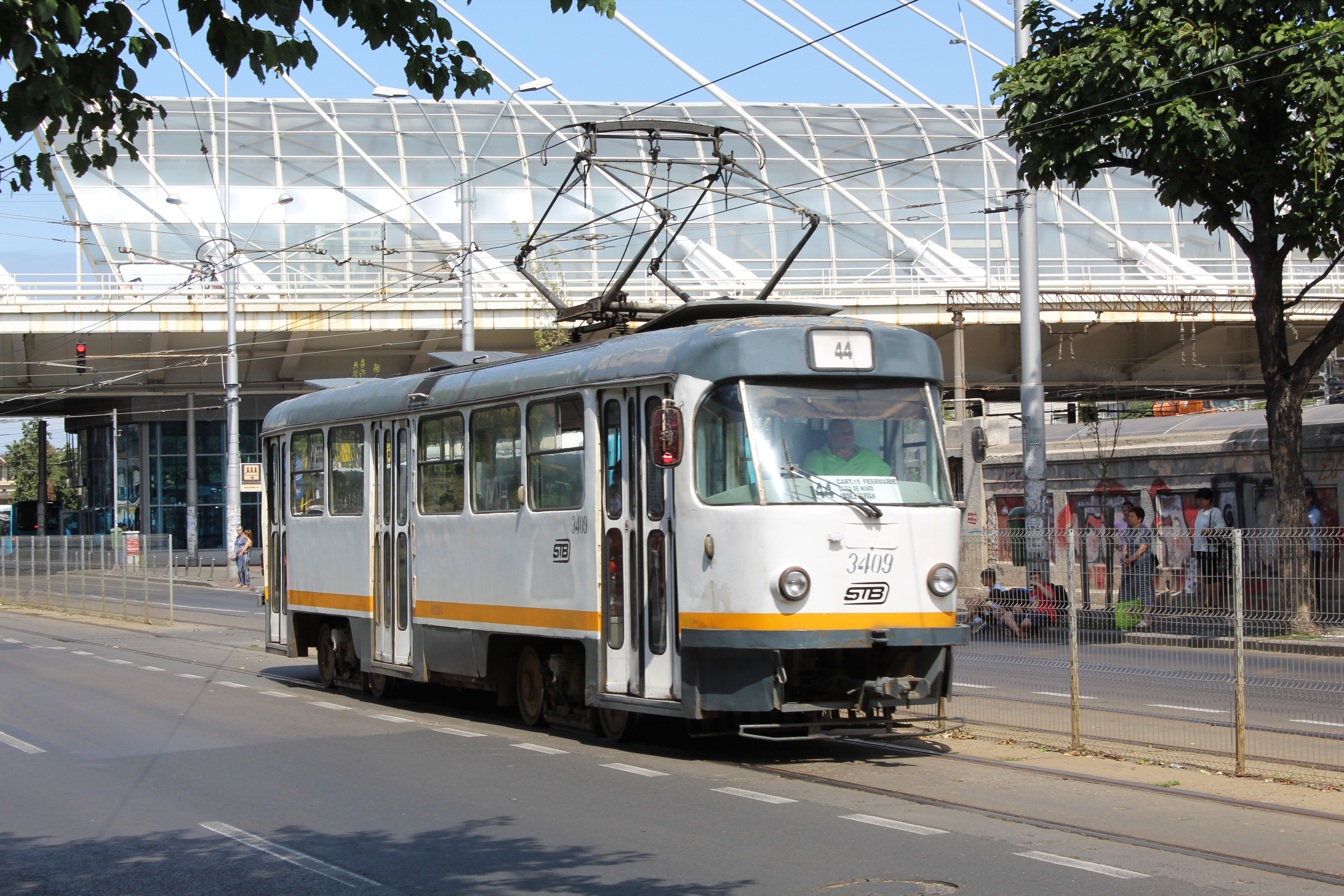
Tramvai Tatra T4R numărul 3409 pe linia 44 lângă Gara Basarab

Vagoanele Tatra T4R au fost produse la uzina cehoslovacă ČKD Tatra în perioada 1973-1975. Au fost livrate 131 de vagoane. T4R dispune de 20 locuri pe scaune și 77 locuri în picioare. Pentru perioadele cu cerere mare erau cuplate în tandem, iar în rest era trimis doar un singur vagon (solo). În 2017, în urma unui incendiu s-a renunțat la o parte din tramvaie, precum și la circulația în tandem. În martie 2019 a fost anunțată retragerea ultimelor 20 de vagoane aflate încă în circulatie.

### V3A

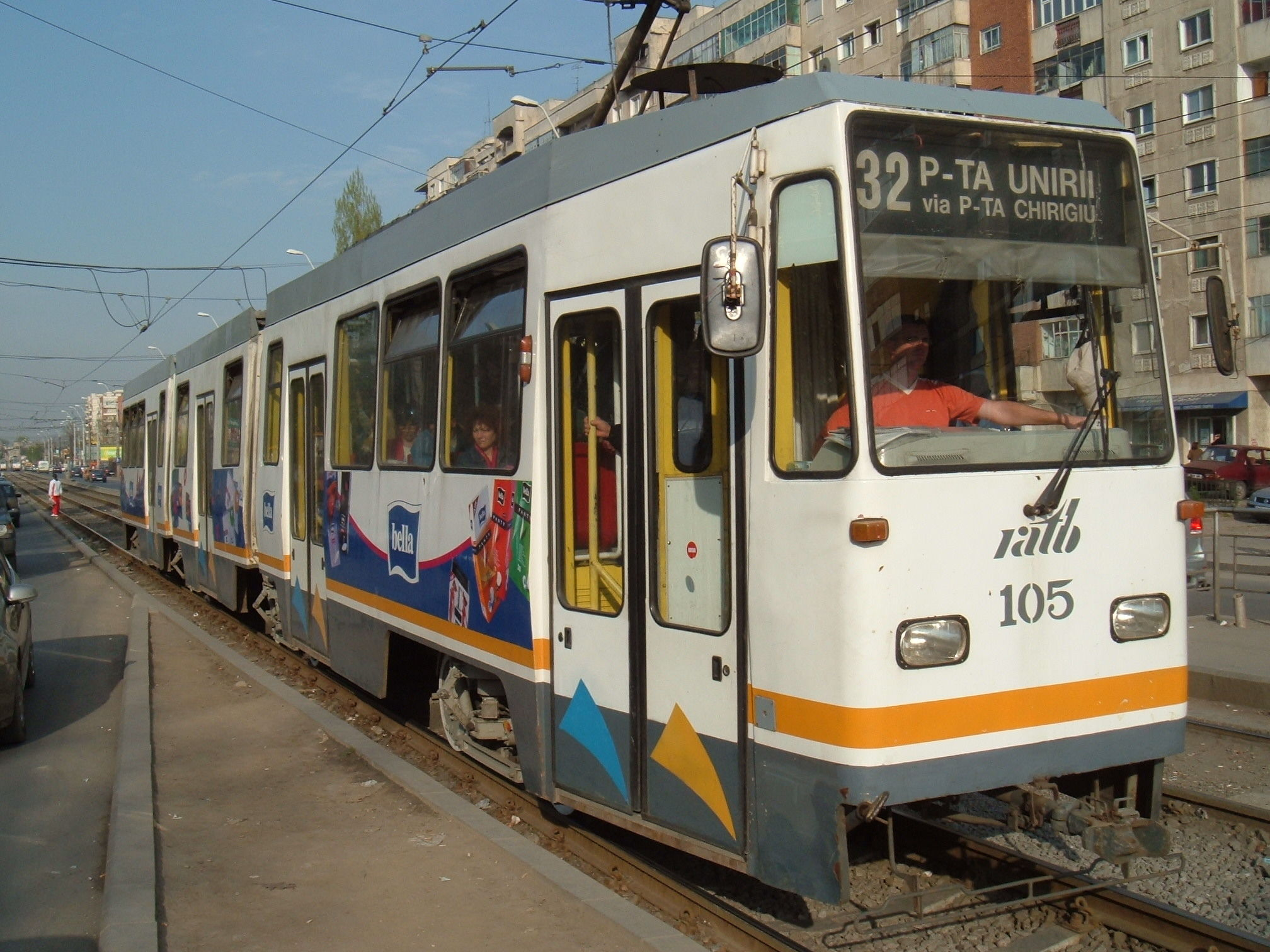
Tramvai tip V3A-93M-FAUR (modernizat la FAUR) pe linia 32

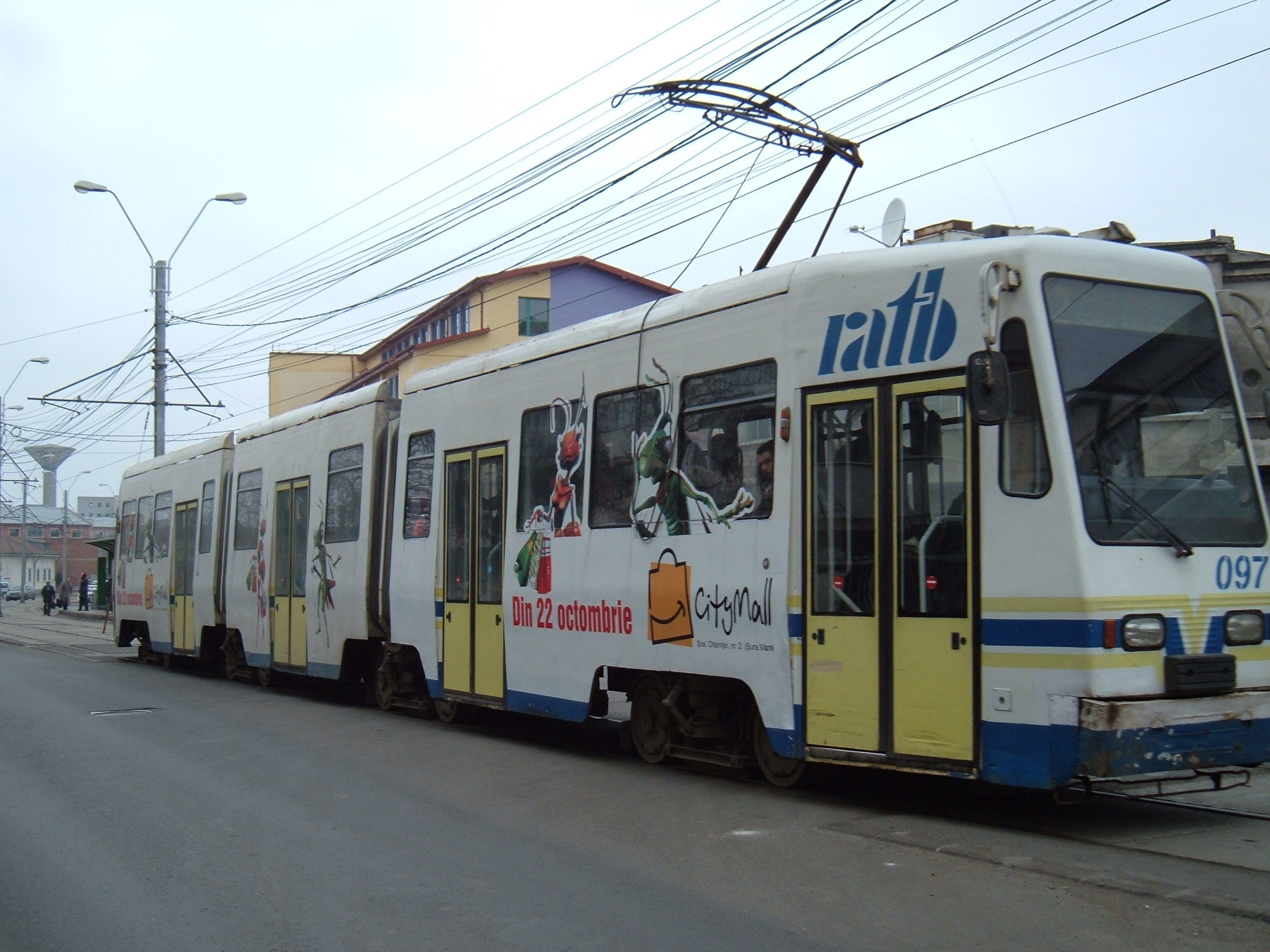
Tramvai tip V3A-93M-EP (modernizat la Electroputere Craiova) pe linia 12

Primul tramvai românesc dublu-articulat - V3A-ul - a fost construit de Uzina de Reparații ,,Atelierele Centrale" (URAC) în anul 1971, având la bază un vagon LHB livrat la comandă. Au fost construite până în 1990 pentru București, Brașov, Brăila, Cluj-Napoca, Constanța (modelul V3A-C, pentru tensiunea de 825 V c.c.), Oradea, Ploiești, iar în 1991 pentru Botoșani.
Primul proiect de modernizare a parcului de tramvaie de după 1989 prevedea modernizarea vagoanelor V3A (produse la URAC între 1973 și 1990). Astfel, prin modificarea proiectului inițial, a fost construit, în anul 1993 primul V3A-93 la URAC, ce a înlocuit vechiul V3A, preluându-i și numărul de inventar. Între anii 2004 și 2006 au fost construite și 4 V3A-93 cu secțiunea C modificată pentru a fi accesibilă persoanelor cu handicap locomotor. Ultimul V3A-93 a fost construit în anul 2007. Toate tramvaiele V2A, V2A-2S, V3A și V3A-2S (mai puțin #205) sunt echipate cu câte două motoare de curent continuu, cu excitație serie, cu puterea nominală de 120 kW fiecare.
În 1995, s-a trimis la Electroputere Craiova documentația pentru modelul V3A-93, rezultând tramvaiele cu numerele de inventar #358 și #359. Cum URACul nu mai făcea față, tot în 1995 a fost începută o colaborare cu firma Faur S.A., producător consacrat de vehicule feroviare, în urma căreia au rezultat 52 de tramvaie (între anii 1995 și 2004), încadrate ca V3A-93M și rezultate prin modificarea proiectului V3A-93 de către Firma Faur.
Între 1997 și 2000 și Electroputere Craiova a livrat 13 tramvaie către RATB, toate având la bază modelul V3A-93M, însă cu modificări la partea de design. Acestea sunt : #014, #097, #133, #137, #180, #192, #205, #246, #267, #293, #326, #352, #361. Experimental, primele 3 tramvaie livrate (adică #192, #205, #361) au fost înzestrate cu variatoare de tensiune continuă produse de firma Holec din Olanda, fiind primele tramvaie ce permiteau și frânare recuperativă din dotarea RATB. Au fost denumite V3A-H. Celelalte 10 tramvaie sunt V3A-93M au fost înzestrate cu sistemul clasic de acționare (reostatică), mai puțin vagonul #246 pe care s-a experimentat un alt model de variator de tensiune, dovedit nefiabil în timp (ulterior vagonul a fost modificat pentru acționare reostatică).
În vederea continuării modernizării parcului, în 2006 a fost construit primul V3A-93-CH-PPC (CH = chopper, PPC = podea parțial coborâtă). Pe lângă designul modificat și prezența podelei coborâte în secțiunea C, vagoanele de acest tip constituie prima serie mare de tramvaie echipate cu ,,chopper" (variator de tensiune continuă). Începând cu 2006 au fost înlocuite ultimele tramvaie V3A rămase cu V3A-93-CH-PPC, apoi s-a trecut la casarea V2A-urilor și înlocuirea lor tot cu V3A-93-CH-PPC, în vedere creșterii capacității de transport și a reducerii costurilor de funcționare.
În anul 2008, ca urmare a scadenței la reparație capitală a vagonului V3A-H #205 și pe fondul lipsei de piese pentru echipamentele acestuia, s-a luat hotărârea înlocuirii complete a motoarelor și echipamentelor de acționare. Astfel, vagonul a fost dotat cu două motoare asincrone trifazate de curent alternativ, cu o putere nominală de 240 kW fiecare și cu invertor (rețeaua de alimentare furnizează curent continuu), ce servește și ca variator de tensiune pentru reglarea turației motoarelor.
În anii '80 și în prima parte a anilor '90, au existat și cupluri de tramvaie V3A. Acestea au circulat pe liniile 14, 15, 21, 23, 27, 40 (linii ce deserveau zone industriale puternice la acea vreme) și mai rar pe linia 41, în prima parte a anilor '90. Acestea erau cuplate asemeni tramvaielor Tatra T4, comanda fiind făcută de la primul vagon, însă în cazul defectării primului vagon, acesta putea fi împins de vagonul al doilea, necesitând însă ca vatmanul să treacă la bordul celui de al doilea vagon. S-a renunțat la aceasta cuplare datorită vitezelor de deplasare oarecum scăzute, scăderii numărului de tramvaie active, precum și datorită micșorării numărului de călători în anii '90, optându-se pentru un interval de succedare mai mic între 2 vehicule.

### Tramvaie bidirecționale: V2A-2S, V3A-2S, V3A-2S-93

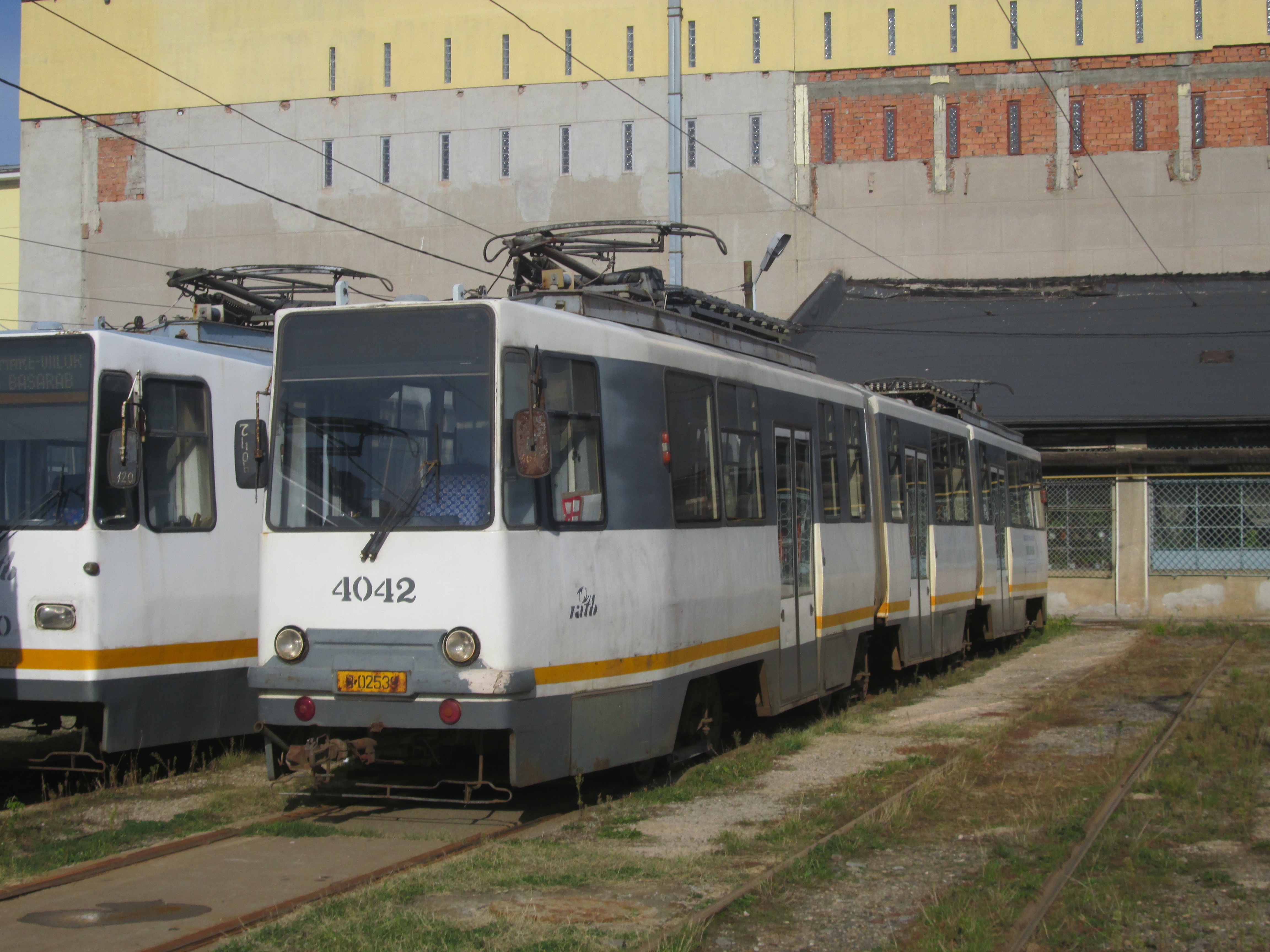
Tramvai V3A-2S în depoul Victoria

În anii '80, ca urmare a șantierelor ce împânzeau Bucureștiul, 8 tramvaie unidirecționale V3A au fost modificate în tramvaie bidirecționale V3A-2S între anii 1981 și 1984. Modificarea a presupus montarea de uși pe ambele părți, existența a două cabine de conducere, două pantografe și montarea a două perechi de echipamente de acționare (controllere, contactoare și rezistențe). Din aceeași cauză, au fost construite și 8 vagoane simplu-articulate V2A-2S cu aceleași caracteristici (numerele #4037 - #4044), în anul 1982, acestea circulând până în anul 1987 aproape exclusiv pe linia 41.
Dintre cele 8 tramvaie V3A-2S, două au fost casate și înlocuite cu V3A-93, celelalte 6 fiind înlocuite în perioada 2006-2007 cu 6 tramvaie V3A-2S-93, rezultate din adaptarea proiectului pentru V3A-93 Acestea sunt: #028, #034, #036, #037, #237, #245. Începând cu 2009 și cele 8 tramvaie V2A-2S au fost casate și înlocuite cu V3A-2S-93. În situațiile în care nu există linii care întorc pe macaz, acestea sunt utilizate în regim de tramvai unidirecțional obișnuit. Așa cum s-a menționat, acestea pot fi ușor recunoscute după faptul că au lămpi far și lămpi stop pe ambele capete, usi pe ambele părți, o particularitate mai aparte a acestui tip de tramvai fiind faptul ca are 2 pantografe, unul la un post de conducere, unul la celălalt post de conducere.

### Bucur V2A/S-T

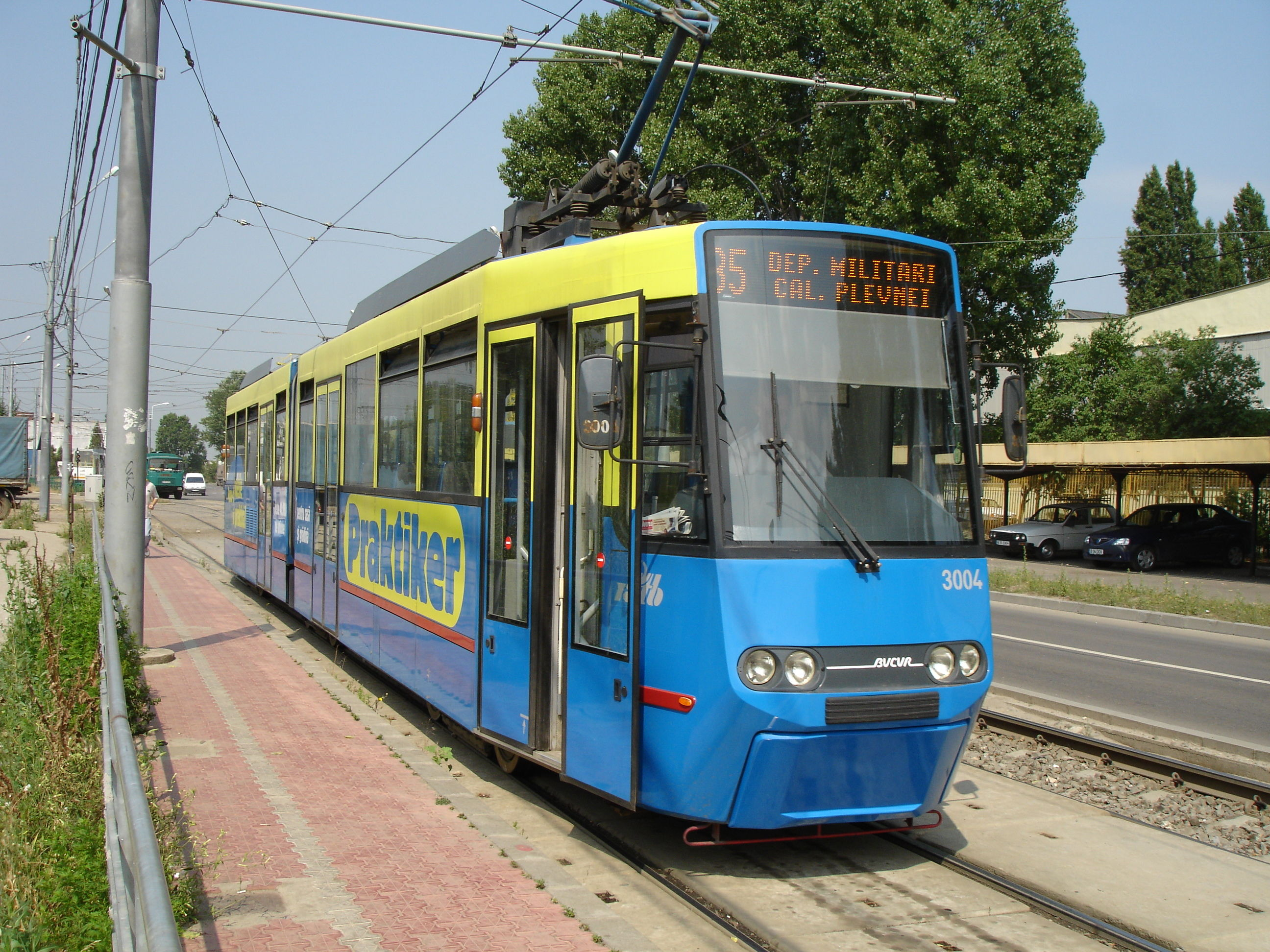
Tramvai V2A-T pe linia 35

Seria de tramvaie „Bucur 1” își are originea în anii 90’, odată cu începerea discuțiilor despre transformarea liniei 41 în „metrou ușor”. Din cauza limitărilor financiare, RATB a decis construirea unor tramvaie noi cu piese din vagoanele Tatra T4R.
În 1998 URAC a produs tramvaiul cu număr de parc 3001, primul din seria V2S-T (acronim ce descrie caracteristicile tramvaiului: vagon compus din două module, bidirecțional, provenit din garnituri Tatra). Acesta a primit denumirea comercială „Bucur 1”. Printre noutățile tehnice aduse de acest prototip se numără: acționare cu chopper comandat prin microprocesor, frână electrică recuperativă și reostatică, frâne electrohidraulice de tip Hanning & Kahl în două trepte, instalație computerizată de înregistrare și redare a vitezei, cu rol secundar de „cutie neagră” în caz de accident, dar și o caroserie cu tabla de aluminiu lipită pe structura de rezistență și geamuri lipite direct pe caroserie. Ansamblul chopper este importat de la CKD TRANKCE Praga, fostul producător cehoslovac al vagoanelor Tatra.
Al doilea prototip a fost produs în anul 2000, având aceleași caracteristici tehnice, dar un aspect diferit. Ambele au fost utilizate în serviciul comercial până în anul 2007, fiind retrase din cauza unor defecțiuni în partea electronică. Cum producătorul CKD Praga intrase în faliment între timp, prototipul 3001 nu a mai putut fi reparat din cauza lipsei de piese. Celălalt tramvai a intrat într-o reparație capitală în perioada 2009-2010, însă a avut din nou probleme, fiind retras definitiv în 2011.
Următoarele 8 exemplare produse (până în 2008) au fost modele cu un singur post de conducere (V2A-T), ele fiind încă utilizate și în prezent.

### Bucur Low Floor

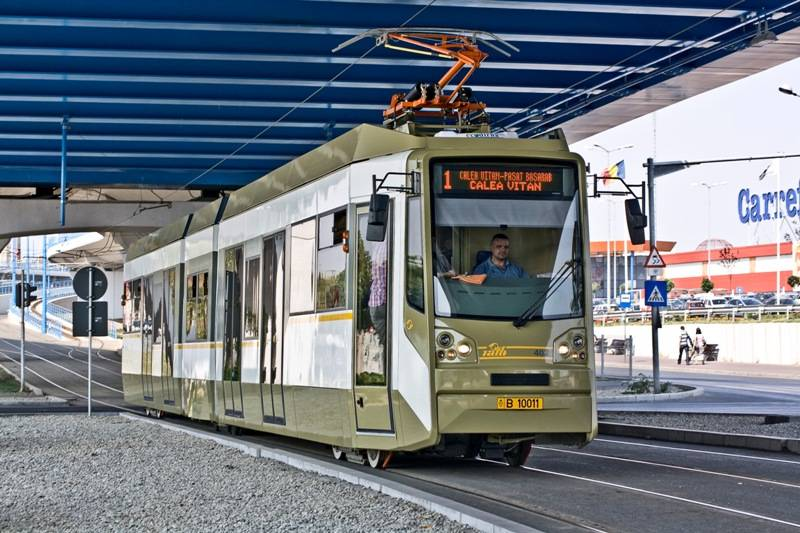
Tramvai Bucur LF pe linia 1

Tramvaiul Bucur Low Floor (română „Bucur cu Podea Joasă”) (Bucur LF), fabricat la URAC în 2007, a fost  primul tramvai din România cu podea joasă (~65%). Acesta aducea de asemenea o mulțime de îmbunătățiri față de tramvaiele existente la acea dată, atât în privința designului propriu, cât și la partea tehnică, fiind echipat cu motoare asincrone acționate în curent alternativ, alimentate de către o sursă de curent tip invertor trifazat. Acest sistem de tracțiune permite recuperarea a cca. 30% din energia de frânare. Este echipat cu patru sisteme de frânare independente: frână electrodinamică, recuperativă și/sau reostatică, frână electrohidraulică activă (disc/etrier) pe roțile nemotoare, frână electrohidraulică pasivă (disc/etrier, cu resort) pe osiile motoare și frână cu patină la șină.
Permite accesul persoanelor cu dizabilități locomotorii, având la ușa a treia o rampă acționată manual. Cei 14 m de podea joasă (~360 mm de la nivelul superior al șinei în zona treptelor de acces din dreptul celor 4 uși, care au deschiderea liberă de 1300 mm) asigură un transfer rapid al călătorilor în stații, iar zonele de podea înaltă au și avantajul că oferă călătorilor peisajul integral de-a lungul traseului, mai ales în cazul în care călătoria acestora se desfășoară pe parcursul unui număr mare de stații.

### Astra Imperio Metropolitan
În 2021, a fost semnat un contract pentru cumpărarea a 100 de tramvaie fabricate la Astra Vagoane Călători Arad. Primul din acest lot a fost adus în București în luna iunie 2022 pe cale rutieră, cu ajutorul a două platforme de transport agabaritic. A fost descărcat și asamblat în depoul Militari, tot aici făcându-se primele probe. Primele 15 tramvaie realizate pe comandă, Imperio Metropolitan (denumite și Imperio București), au intrat în uz pe linia 41 în data de 10 decembrie 2022. Acestea au podea complet joasă și dispun de prize USB pentru călători, aer condiționat, display-uri LED-LCD informative, iluminat cu LED al vagoanelor și scaune cu suprafață din material textil personalizat cu sigla STB.

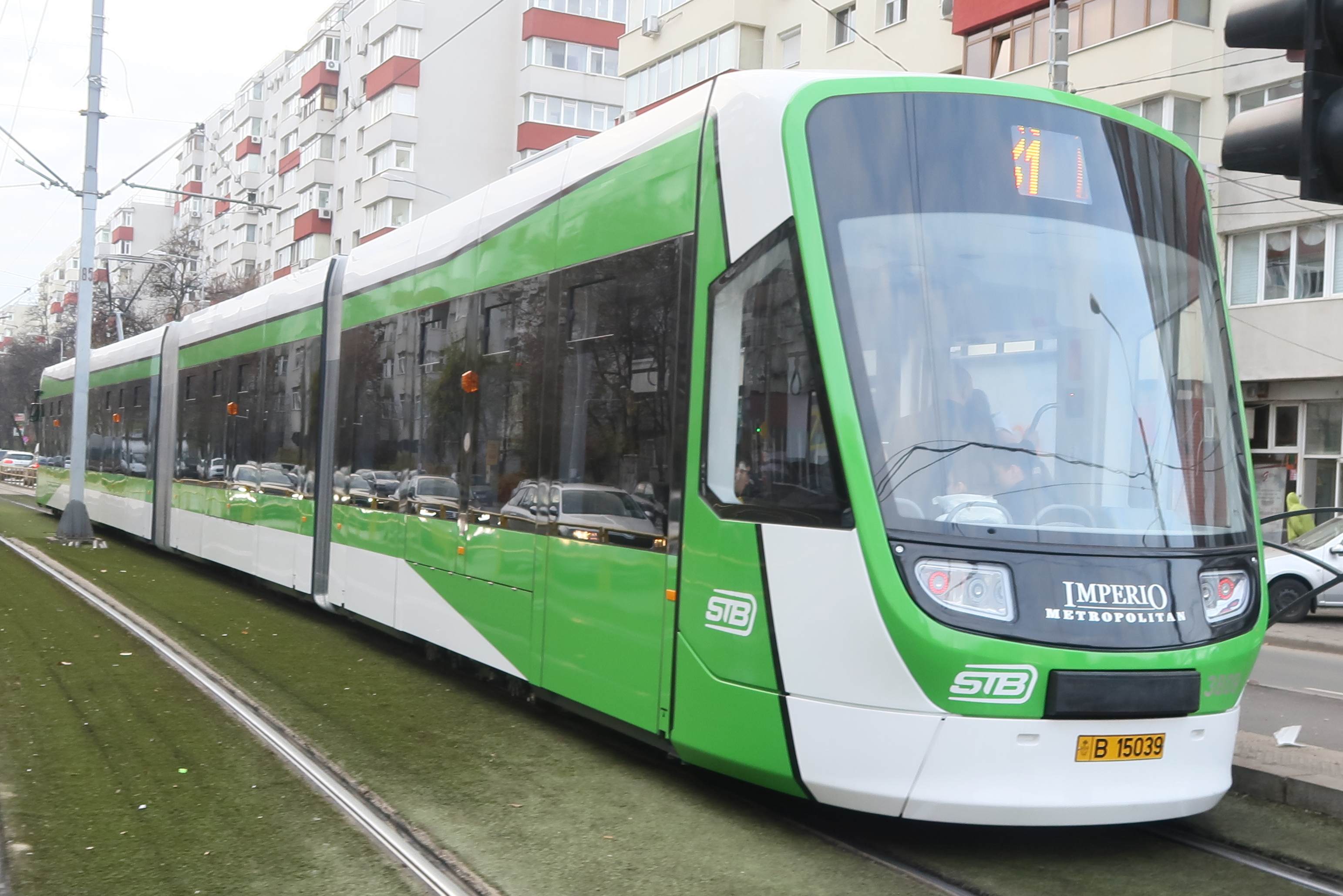
Exteriorul unui tramvai Astra Imperio Metropolitan produs în Arad, România, folosit de STB, partea din față.
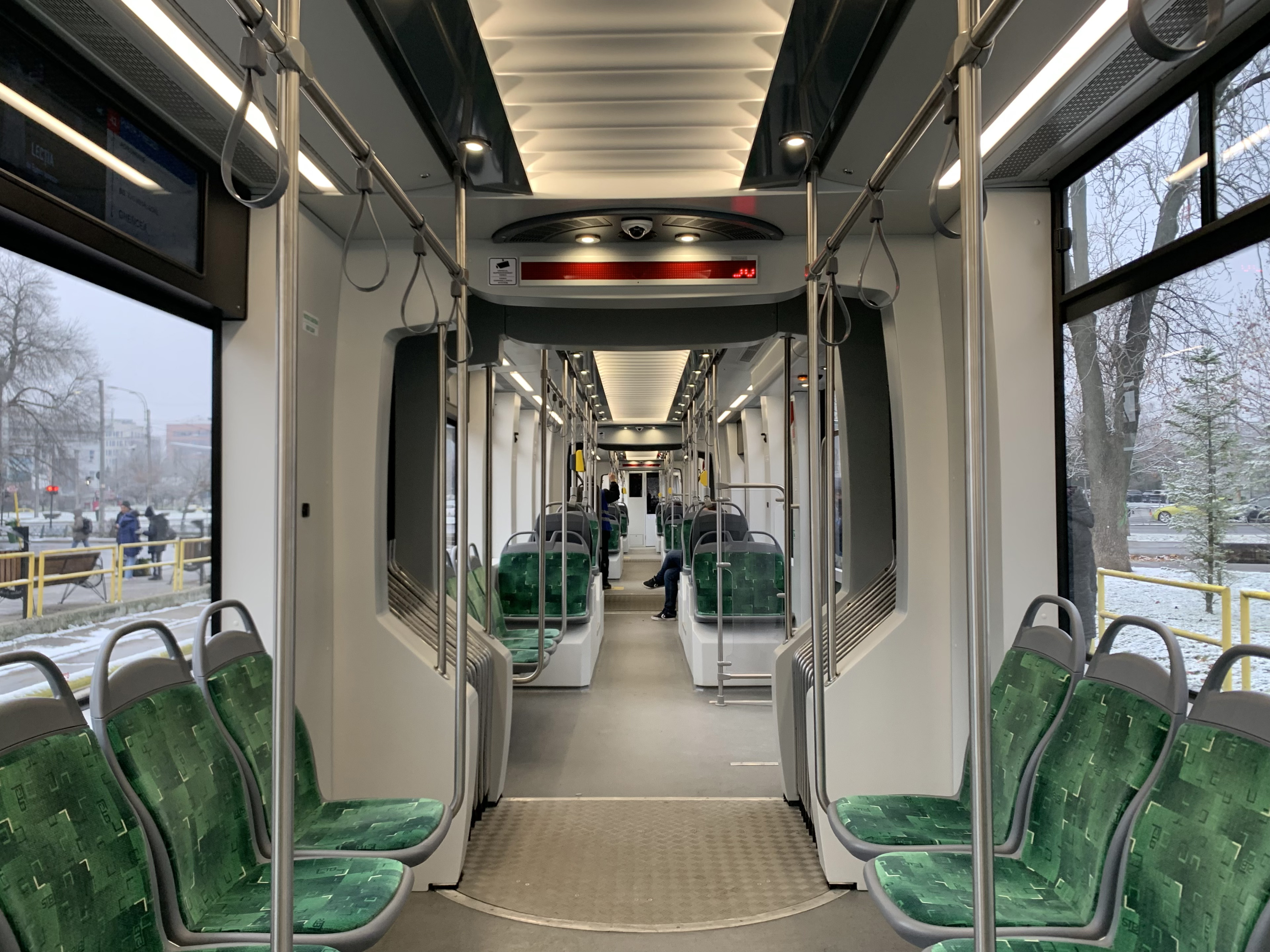
Interiorul unui tramvai Astra Imperio Metropolitan, partea din față.
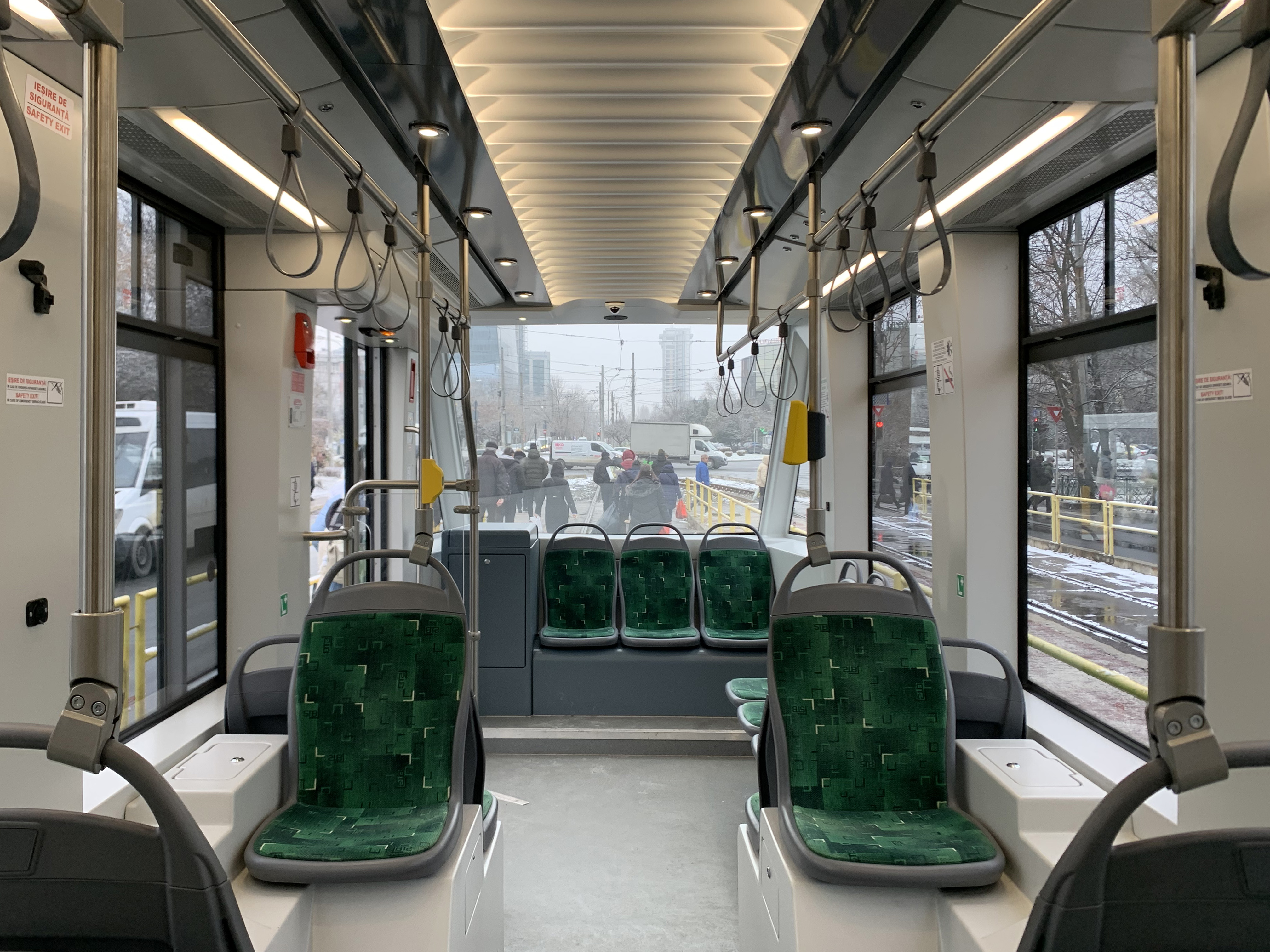
Interiorul unui tramvai Astra Imperio Metropolitan, partea din spate.

## Modele istorice
Această secțiune prezintă modelele pe care STB nu le mai exploatează în serviciul de călători, inclusiv tramvaiele anterioare constituirii STB, în ordinea cronologică a intrării lor în uz. Detalii despre tramvaiele cu cai și cu vapori pot fi găsite în secțiunea Istorie.

### Primele tramvaie electrice din București
Conform TPBI.ro (Transport public Bucuresti si Ilfov), primul tramvai electric a circulat in Bucuresti in anul 1894, " Atunci, Societatea de Tramvaiuri București a dat în folosință linia de tramvai Obor – Cotroceni, cu tramvaie care utilizau forța electricității, în locul vechilor tramvaie cu cai."

### Simmering
Tramvaiele Simmering au sosit în București în 1912, fiind primele achiziționate de Societatea Comunală a Tramvaielor din București. Primul lot era format din 52 de vagoane motor și 10 remorci. În anul următor au mai fost achiziționate încă 25 de vagoane motor.

### Thomson-Houston V09

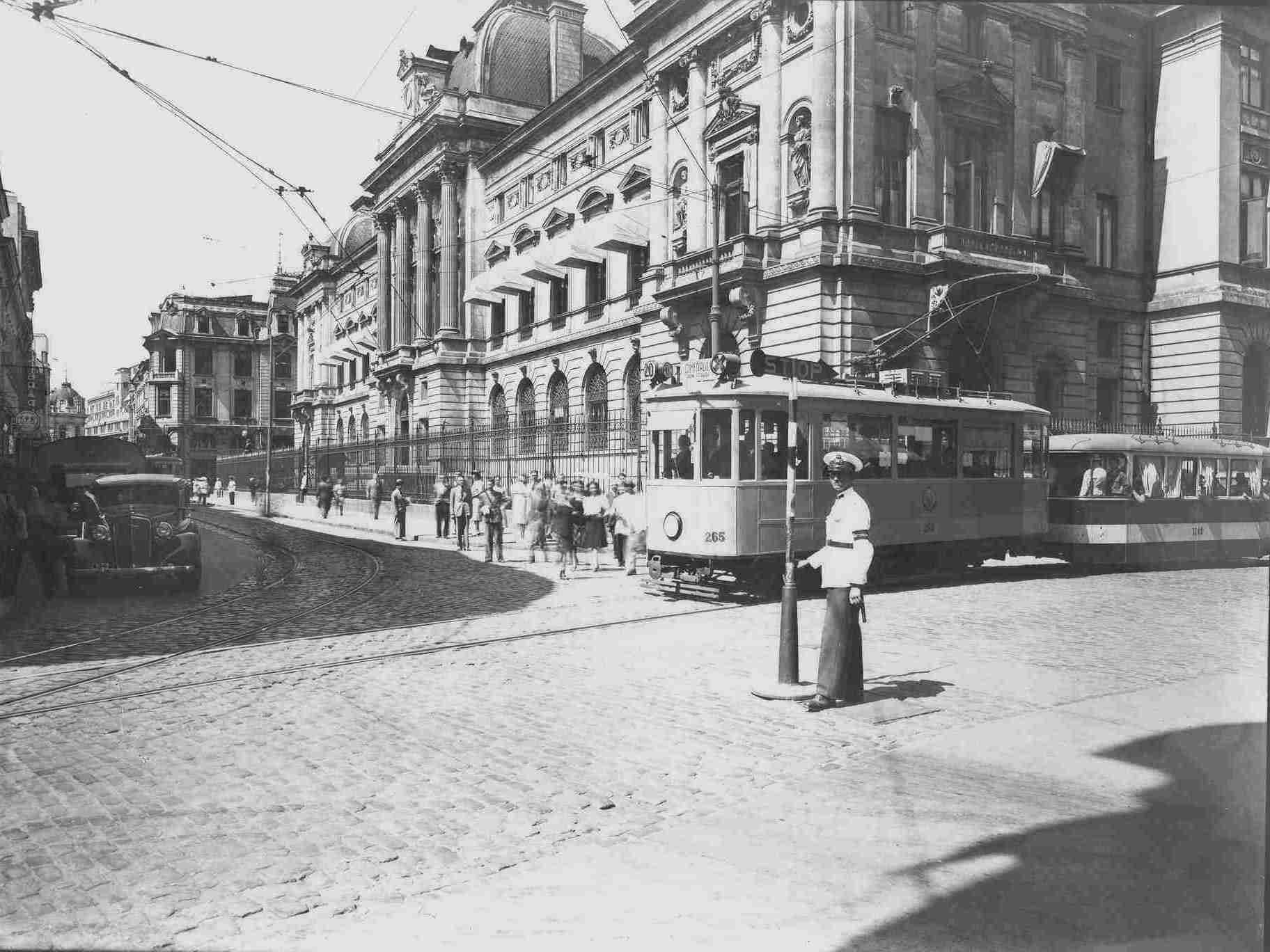
Tramvai V09 cu remorcă pe linia 20 lângă Banca Națională a României, în 1929

În 1919, Societatea Comunală a Tramvaielor București a comandat 50 de vagoane motor și același număr de vagoane-remorcă de la Thomson-Houston, tramvaiele fiind puse în exploatare în anul 1921. Pentru importul de vagoane noi, comandate din Belgia, se construiește la Atelierele Centrale (actuala URAC) un vagon motor, ca model de referință, în anul 1927. În anul următor sunt comandate încă 123 de vagoane motor, executate pe partea mecanică de către „Société Anonime des Atelieres Dyle” din Belgia și pe partea electrică de Alsthom (urmașa Thomson-Houston).
La finele anului 1938, parcul STB avea în compunere 145 de tramvaie Thomson-Houston. Ultimele vagoane livrate dispuneau de frână cu aer comprimat și de uși cu închidere automată.
În 1942, vagoanele primesc indicativul V09, acesta însumând toate modificările și îmbunătățirile aduse în urma procesului de omogenizare a parcului. În 1948 erau în dotarea societății 335 de tramvaie V09. Vagoanele Thomson circulă în serviciu de pasageri până în anul 1976, iar cele transformate în vehicule utilitare până în 1985.
Un vagon V09 a fost restaurat de URAC în 1994. Acest tramvai a fost folosit în Studiourile Buftea în anii 1980, apărând în filmul din 1985 „Domnișoara Aurica”. La începutul anilor 1990, RATB reintră în posesia lui și îl introduce într-un amplu proces de restaurare, ce se va finaliza în anul 1994.

### V951 „Festival”, V54 „Electroputere” (EP)

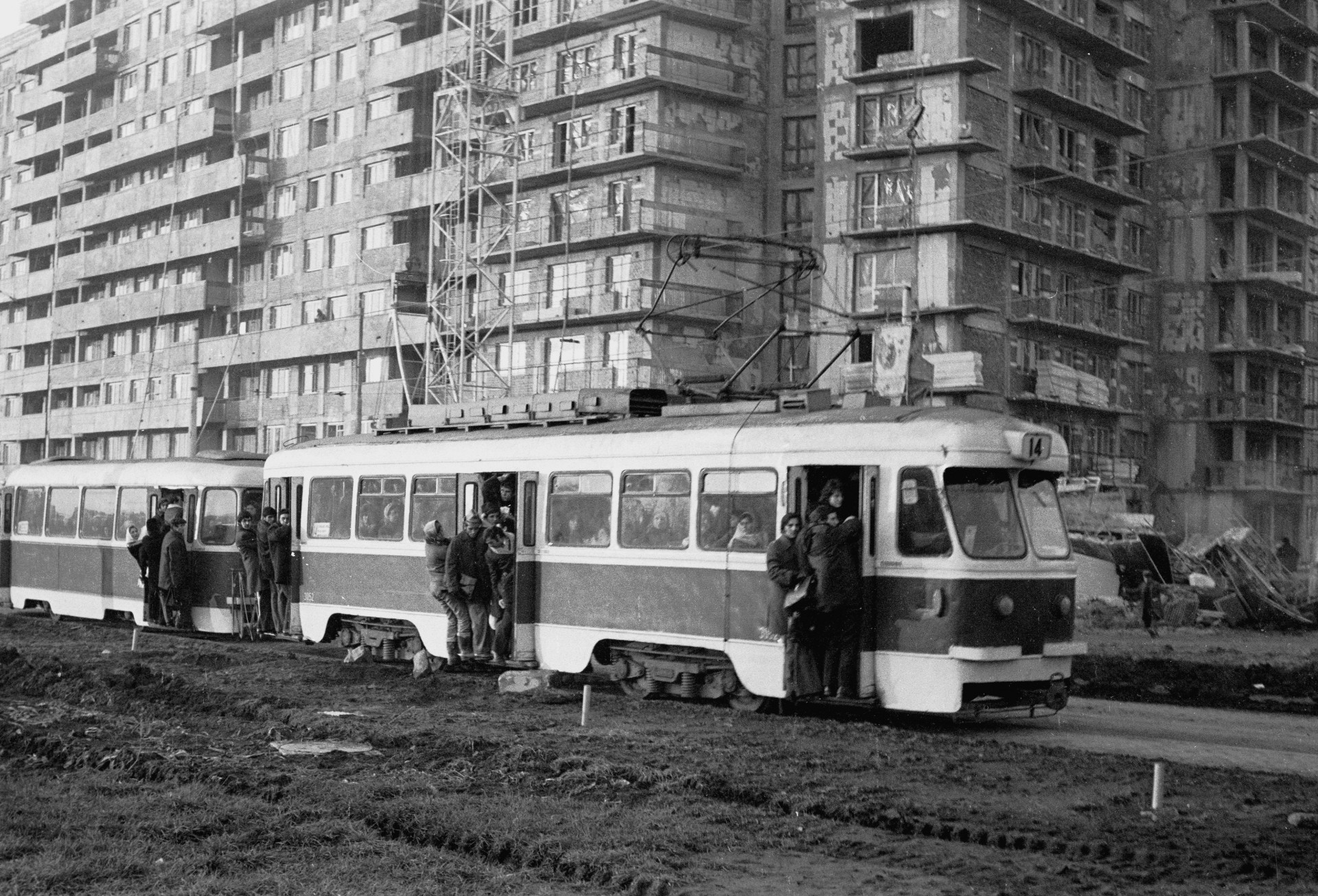
Tramvai V54 supraaglomerat pe Șoseaua Pantelimon în 1975

În  anul 1948, conducerea I.T.B. decide că este necesar un nou vagon de tramvai, mai încăpător față de V09. Este realizat proiectului unui vagon pe 4 osii, de mare capacitate (14 m lungime). Prototipul, care exista încă în 2020, a fost prezentat pe 21 decembrie 1951. Vagonul primește codificarea  V951, numele „Festival” și numărul de inventar 3001. În anul următor este construit al doilea prototip, care va defini forma generală a vagonului. Între 1952 și 1953 sunt fabricate încă 35 de vagoane.
Ultimul vagon produs este trimis împreună cu documentația aferentă la Uzinele Electroputere Craiova. Pe baza acestora, în anul 1954 este produs la Craiova prototipul ce va primi codificarea V954 și numele „Electroputere”, caracteristiciile tehnice fiind identice cu cele ale vagonului trimis de la București. Vagonul este trimis pe 8 ianuarie 1955 la București. Între 1954 și 1959 sunt produse 231 de vagoane motor și remorcă pentru I.T.B..
Tramvaiele V54 fost exploatate și în Timișoara și Oradea, cu remorci de tip V10 și V12. O particularitate a acestui tramvai la acea vreme era aceea că folosea 2 boghiuri, 4 osii motoare și 4 motoare de câte 36 kW, nu era un tramvai pe un singur truc asemenea tramvaielor Thomson și ITB V56 și 58. În plus acesta era un vagon de capacitate mare și viteză mare, atingând chiar și 50 km/h, lucru rar întâlnit la un tramvai al acelei perioade. La Timișoara și Oradea, vagoanele motoare erau produse de Electroputere Craiova (deși câteva au fost livrate de către ITB), iar remorcile acestora erau fabricate de către URAC. RATT a achiziționat de la RATB un EP-V3A cu remorcă V12/V3A în vederea restaurării sale sub forma unui EP original.
La sfârșitul anilor '50 și începutul anilor '60, s-a încercat construirea unui derivat articulat al acestui tramvai. Acesta a fost fabricat într-un singur exemplar și a circulat pentru puțin timp, probabil datorită unor deficiențe.
Date tehnice pentru V54:
- Lungime: 14.200 mm
- Lățime: 2.292 mm
- Înălțime (până la acoperiș): 3.120 mm
- Ampatamentul boghiului: 1.800 mm
- Greutate: 18.000 kg
- Capacitate de transport: 131 călători

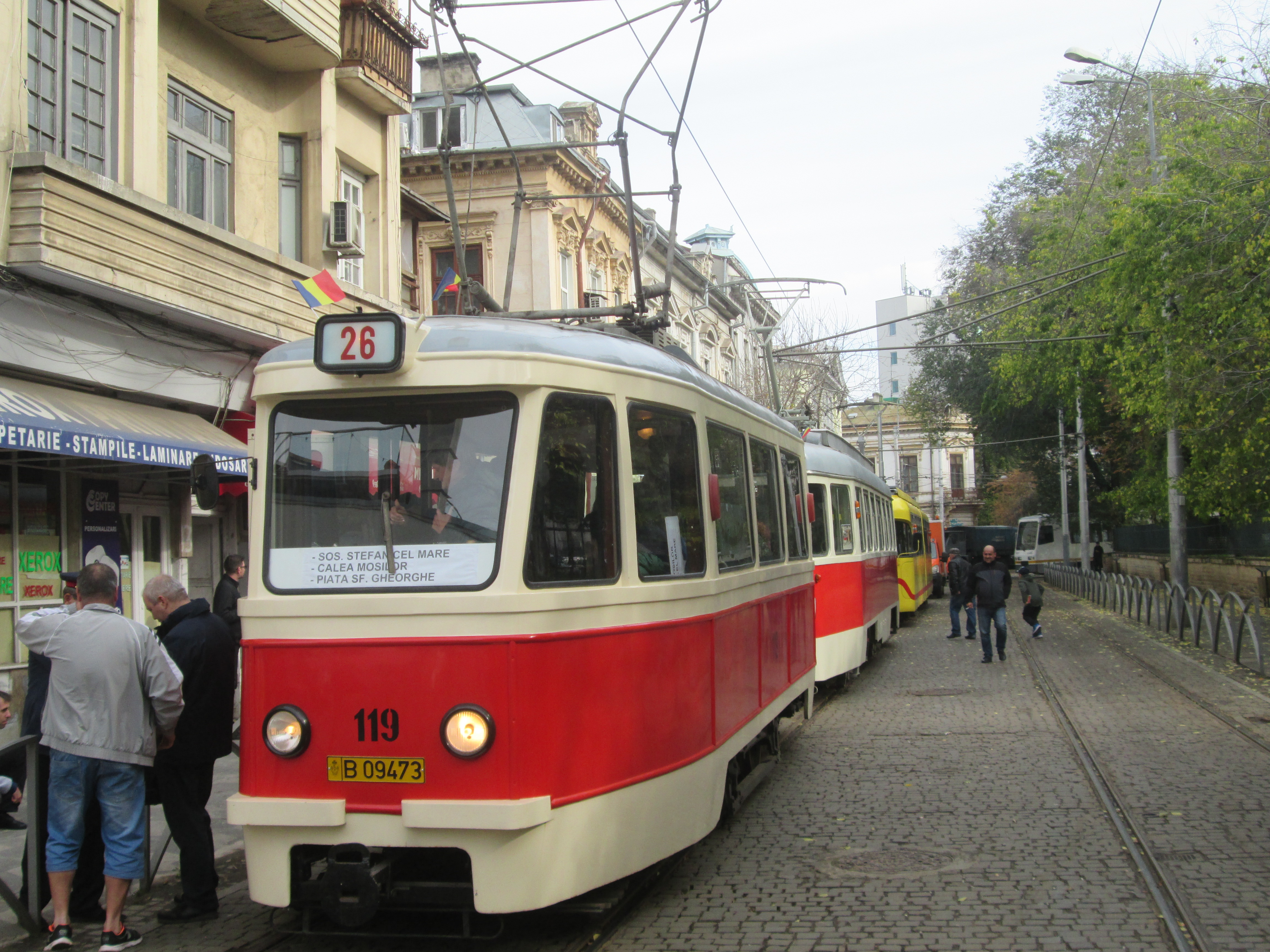
Tramvaiul V56 nr. 119 la Piața Sf. Gheorghe

- Motoare: 4x36 KW

### V56, V58
URAC a produs modele asemănătoare cu V54 prin recarosarea unor cadre de V09, astfel apărând modelul V56, din care a evoluat V58. În anul 1970 existau 226 de astfel de vagoane, ce au circulat în serviciul de călători până în anul 1981, după care au fost transformate în vagoane utilitare sau au fost modernizate ca EP-V3A. Unul din vagoanele V56 transformate în vagoane utilitare a fost restaurat în anul 2003 și este folosit la paradele organizate de STB.
Date tehnice:
- Lungime: 9.800 mm
- Înălțime (până la podea): 1.040 mm
- Ampatament: 2.300 mm
- Greutate: 13.000 kg
- Capacitate de transport: 104 călători
- Motoare: 2x38 KW

### LHB GT8

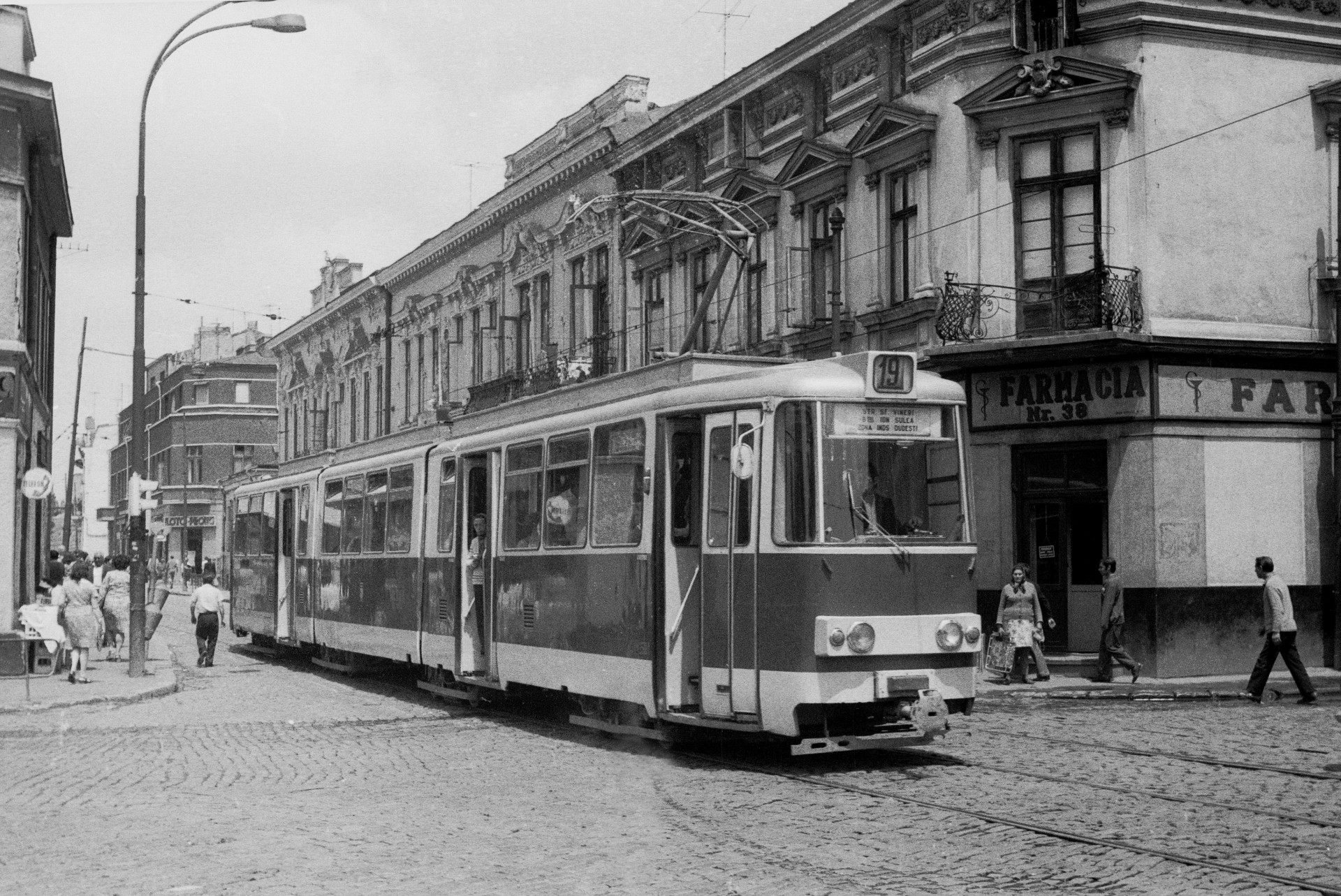
Tramvaiul LHB GT8 3501 pe linia 19 pe Calea Văcărești (1977)

Acest model de tramvai a fost adus nou la sfârșitul anului 1968 din Republica Federală Germania și a circulat pe liniile din București până la sfârșitul anilor 80. A fost alocat depoului Militari în primă fază apoi depoului Titan, deși a fost garat ocazional și la depoul Dudești. A circulat preponderent pe liniile 13, 17, 19, 30, ocazional 26 și 27. Numărul său de parc a fost 3501 și a fost vopsit în roșu cu alb ca toate vehiculele ITB ale acelei perioade. Era un vehicul foarte modern pentru acea vreme. 
În anul 1970, din cauza problemelor de ordin economic identificate în cadrul planului de obținere a licenței tramvaiului LHB GT8, colectivul de proiectare al ITB începe să lucreze la un model propriu, pe baza documentației tramvaiului LHB, cu scopul de a se utiliza numai materiale și echipamente de producție românească. Modelul rezultat a fost numit V3A, abreviere pentru „vagon articulat alcătuit din 3 secțiuni”. Prototipul V3A cu numărul de parc 001 a fost introdus în circulație pe data de 4 mai 1971.
Deși compania mamă (LHB) a protestat deoarece au fost copiate soluțiile tehnice și tramvaiul in sine, scandalul s-a stins repede, deoarece tramvaiul rezultat (V3A) avea multiple diferențe și adaptări necesare pentru București față de modelul original, atât de ordin estetic (design mai pătrățos, faruri rectangulare față se faruri rotunde, deși unele V3A aveau faruri rotunde), cât si de ordin mecanic (lungime, număr de uși, putere motor, altă prindere la boghiuri, uși reproiectate deoarece din cauza supraaglomerării specifice ITB ușile se defectau mai repede și a fost necesară reproiectarea, frânele au trebuit redimensionate pentru greutatea mult mai mare a tramvaiului, sistem electric). În plus, datorită diferențelor de materiale, tramvaiul V3A era mult mai greu decât LHB, deoarece LHB utiliza în construcția sa materiale ușoare cum ar fi fibra de sticlă și alte materiale compozite sau aluminiul, in timp ce V3A utiliza numai fier. În primii ani de exploatare au existat numeroase probleme tehnice cu varianta V3A datorită greutății si calității mai slabe a materialelor,  deficiențe remediate în timp.
Tramvaiul V3A clasic, alături de varianta derivată V2A, a fost prezent timp de peste 20 ani în parcul ITB/RATB, dar și al altor operatori de transport în comun din România, fiind și primul tramvai articulat fabricat în serie de către URAC. Tramvaiul V3A nu a fost exportat nici în Vest, nici  în blocul socialist, fiind utilizat exclusiv în România începând cu anii 1972-1973  în București, și începând cu anul 1984 și în alte câteva orașe din România (Constanța, Brașov, Brăila, Oradea, Cluj-Napoca,  Botoșani, Ploiești, Iași - adaptate pentru ecartament metric). Ulterior în anul 1993 a fost definitivat proiectul V3A-93, care se află și astăzi în uz. 
Tramvaiul LHB original #3501 și prototipul V3A #001 au fost casate în anul 1991.

### EP/V3A

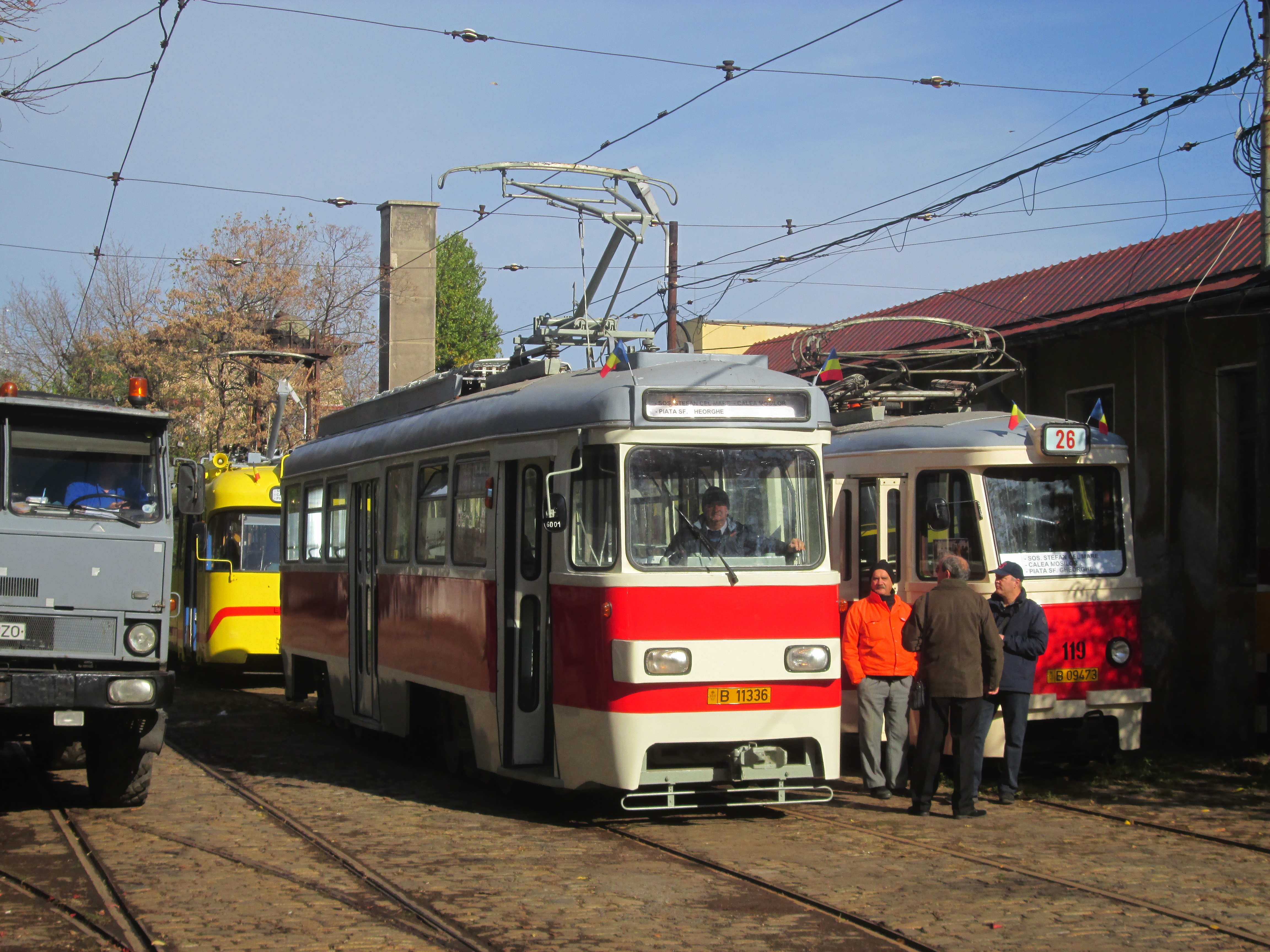
Tramvaiul EP/V3A 6001, prototipul din 1976

Aceste tramvaie au fost obținute prin modernizarea vagoanelor V951 și V54 din anii '50, cu componente și sistem V3A. În anul 1976 este prezentat primul cuplu, cu echipamente similare tramvaielor V3A. Aceste modificări s-au făcut între anii 1976 și 1982, fiind modificate în total 172 vagoane motor și 80 de remorci. Au circulat până în iunie 2000, când au fost definitiv retrase din circulație din serviciul călători și înlocuite cu tramvaiele din Germania. Numerotarea lor a început cu 6001 pentru vagonul motor, remorca primind același număr, la care se adăuga 200 (e.g. 6201). După casare, echipamentele (boghie și pantografe) au fost canibalizate pentru a prelungi durata de viață a tramvaielor Ratgheber. Un vagon motor a fost vândut către RATT pentru a fi restaurat în varianta V54. În anul 2020, STB mai deținea 9 vagoane motor EP/V3A, dintre care prototipul 6001 a fost restaurat, iar celelalte opt se află în diverse stadii de degradare, după transformarea în vagoane utilitare.

### V2A

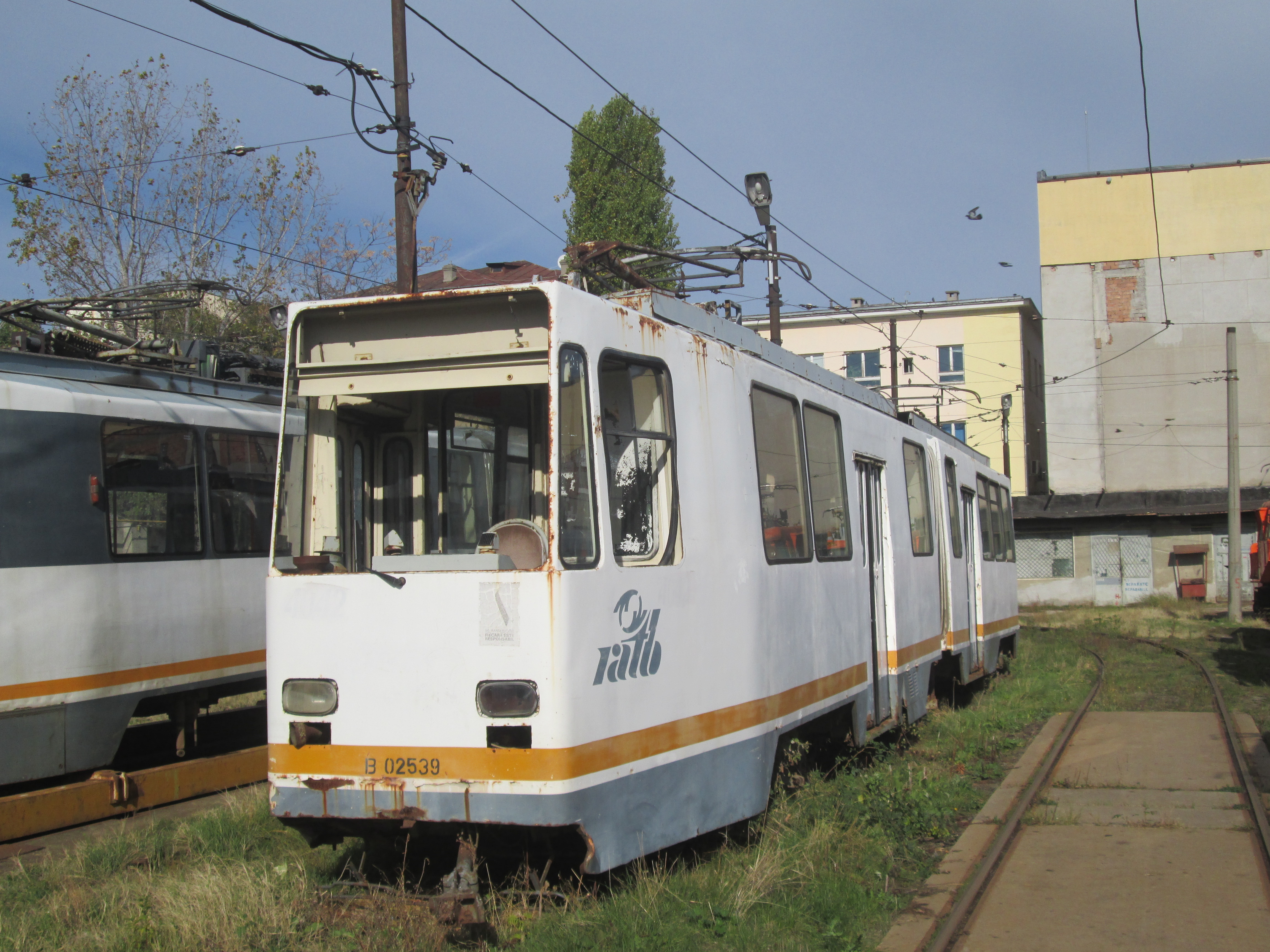
Ultimul tramvai V2A care mai supraviețuiește în 2017, în depoul Victoria

V2A este o variantă de tramvai cu două secțiuni, 2 boghiuri motoare și un boghiu purtător sub articulație, produs la URAC, derivat din V3A. Au fost construite 41 de bucăți unidirecționale pentru I.T.B., începând cu 1982 pentru linii cu cerere mai mică de transport. La acestea se pot adăuga și cele 8 V2A-2S bidirecționale. O caracteristică a tramvaielor V2A au fost ușile ce se trânteau la deschidere / închidere din cauza motorașelor bruște. Ușile se vor deteriora, devenind pline de suduri în urma cedării îmbinărilor. Împiedicarea ușilor din a se închide în momentele de supra-aglomerație va duce inclusiv la deformări structurale. Din 2010 nu mai circulă nici un model.
Prototipul variantei bidirecționale este construit în toamna anului 1982, fiind echipat cu boghiuri monomotoare construite la IRA Grivița. Au fost construite imediat încă 3 tramvaie cu un interior neobișnuit pentru I.T.B., cu scaune montate în lungul vagonului, ca la metrou. Următoarele 4 exeplare vor avea scaunele grupate două câte două, spate în spate. Sunt date în exploatare în anul 1983, pe linia de tramvai 41, ce făcea legătura dintre Piața Scânteii și Șos. Crângași trecând peste Podul Grant. Culoarea albastră reprezenta și ea o noutate pentru I.T.B..

### Modele germane: Rathgeber și Duewag

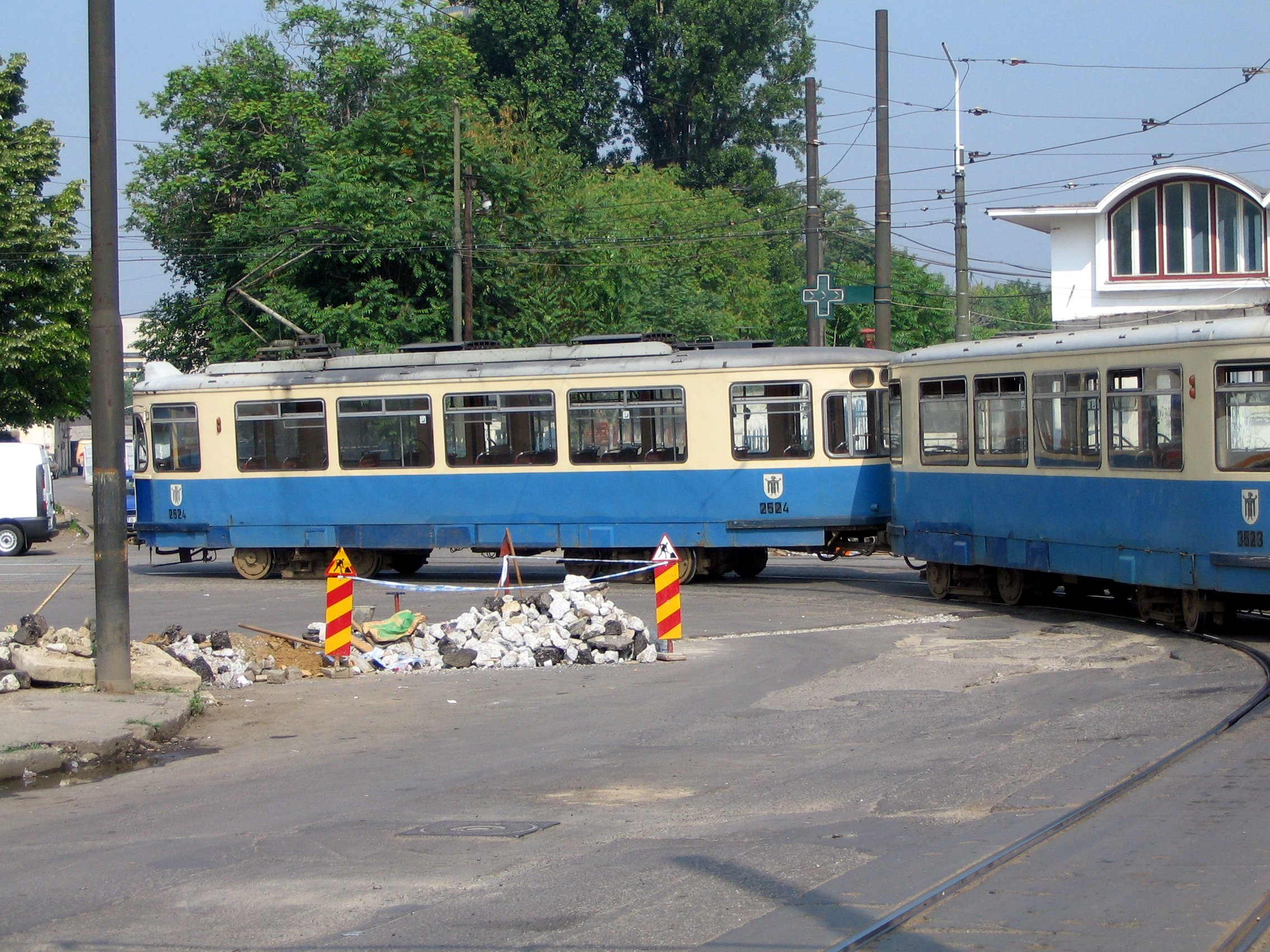
Tramvai Rathgeber M5.65 cu remorcă m5.65 pe linia 11 la Gara Basarab

Tramvaiele M5.65/m5.65 și M4.65/m4.65 au fost aduse la mâna a doua din München între anii 1993 și 1998. Cele 49 de vagoane motor și 55 de vagoane remorcă au fost fabricate inițial la „Waggonfabrik Josef Rathgeber”, între anii 1957 și 1965 și au circulat în München până în 1995, respectiv 1998. Cu majusculă era notat vagonul motor, iar cu minusculă remorca.
Tramvaiele Rathgeber au făcut parte dintr-o serie consistentă de importuri de vehicule la mâna a doua pe care Regia Autonomă de Transport București le-a primit în anii ‘90, întrucât flota de tramvaie de la acea vreme a Capitalei se afla într-o stare critică: tramvaiele EP/V3A erau profund uzate, iar programul de înnoire al parcului circulant prin proiectul V3A-93 avansa prea lent pentru nevoile Regiei. Astfel, cu toate că tramvaiele provenite de la München erau de concepție mai veche decât tramvaiele românești pe care aveau să le înlocuiască, ele se vor remarca prin starea tehnică și estetică impecabilă în care au fost primite de RATB. Din punct de vedere tehnic, aceste vagoane erau superioare față de tramvaiele existent, fiind dotate cu cuple automate, sisteme de încălzire performante, sistem de interfon, butoane pentru acționarea ușilor de către pasageri, iluminat cu neon, etc. Caracteristica definitorie a acestor tramvaie o reprezenta trenul de rulare compus dintr-un sistem de 3 axe, după un design patentat de Jacob Buchli în 1929. Cu toate acestea, starea precară a infrastructurii de după Revoluție, precum și lipsa de piese de schimbau impus, la 1-2 ani după sosirea în București o serie de modificări, în încercarea RATB de a le menține în circulație. Cadrul pe 3 axe va fi înlocuit cu două boghiuri EP/V3A, iar cuplele automate și pantografele pneumatice vor fi înlocuite cu componentele echivalente tip V3A.
Majoritatea tramvaielor de acest tip au fost casate sau retrase în anul 2007. Ultimul cuplu M/m4.65 rămas a fost transformat în vagon de spălat linia și domiciliază la Depoul Secției Linii, iar 8 vagoane M5.65 sunt folosite pentru manevră și transport tehnologic.
Au fost cumpărate din München și 2 exemplare de Rathgeber P3.16 (1966-1967), împreună cu 3 remorci. Unul din tramvaiele de acest tip a fost transformat în 2001 în vagon-cofetărie, ulterior funcționând ca teatru pe șine. În august 2009 este restaurat, de atunci participând la paradele organizate de societate.

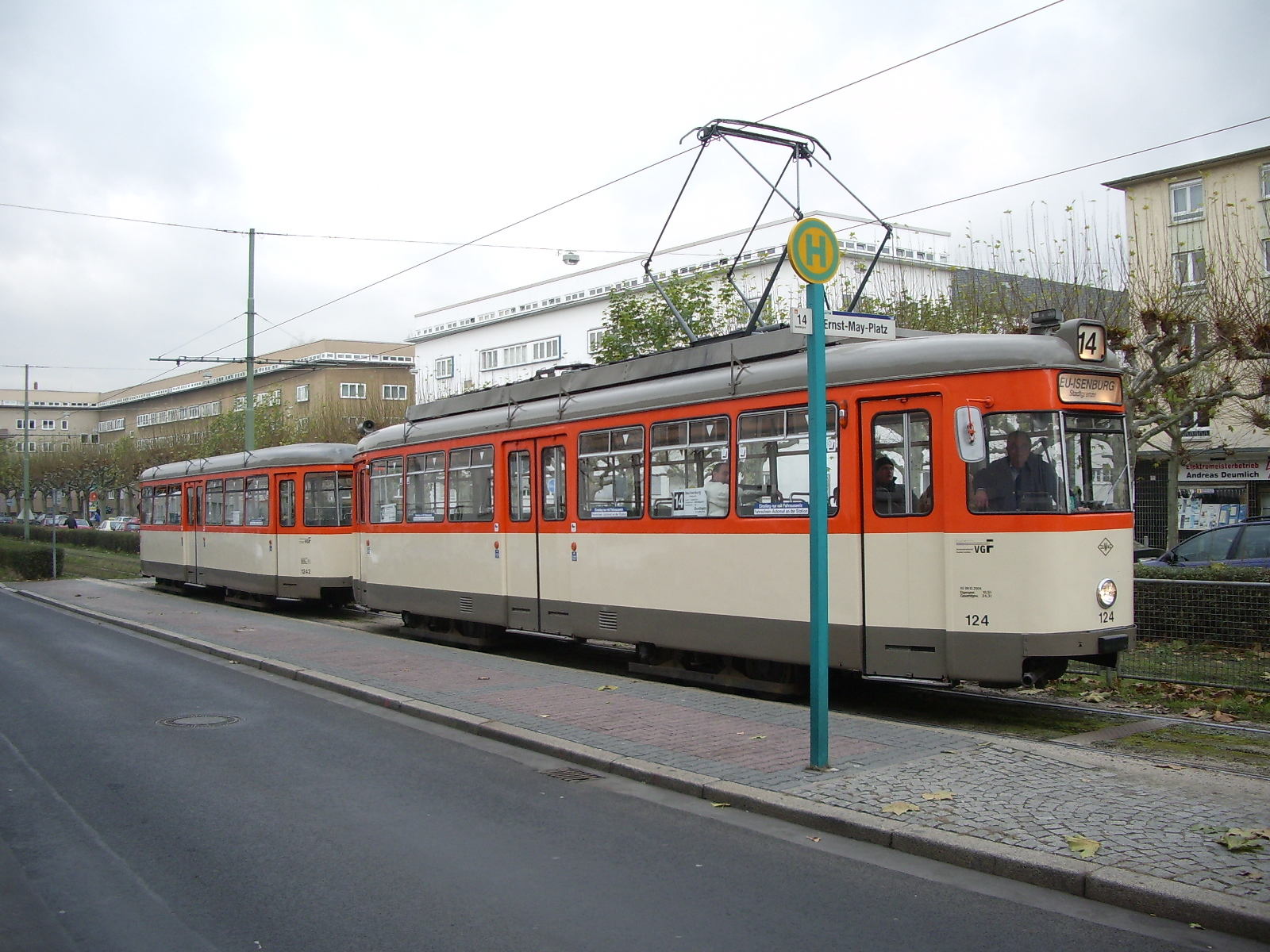
Vagoane Duewag T4/B4 (VGF Seria L) în Frankfurt pe Main, decembrie 2005

Alte exemplare care au circulat în București au fost tramvaiele Duewag T4/B4, care au fost fabricate pentru Frankfurt pe Main între 1958 și 1965. Acestea au avut aceiași soartă ca tramvaiele Rathgeber, fiind retrase însă mult mai devreme (2003-2004). Câteva dintre ele au fost achiziționate de McDonalds, pentru a fi folosite la petreceri, deși toate au fost casate între 2008 și 2012.

### Alte modele
Pe lângă tramvaiele care au circulat în București cu călători, STB mai deține și un vagon LW TH - Lohner T2 și un vagon Simmering seria M, ambele provenite din Viena, care au fost restaurate în cadrul URAC, fără să fi fost folosite în serviciul comercial.

## Vagoane utilitare
STB deține mai multe vagoane și remorci folosite pentru transportul de materiale sau întreținerea căii de rulare. Unele dintre acestea sunt derivate din vagoanele de pasageri (cum ar fi vagonul polizor provenit din EP-V3A), altele fiind create special pentru acest scop (frezele, așa-numiții „măgăruși” etc). Plugurile de zăpadă sunt de tipul 1VU (anii 1960) și 3VU (anii 1980).
Societatea mai deține și două locomotive tip turbofreză, derivate dintr-o serie de 4 locomotive electrice destinate polizării liniilor, produse în anul 1960 de URAC, ce erau dotate cu echipamente de polizare și acționare electrică provenite de la vagoanele interbelice, tip Simmering și Thomson Houston. Ambele locomotive au fost modificate după anul 1970, echipamentul de polizare fiind înlocuit cu unul destinat curățării zăpezii: în față a fost montată o turbofreză, iar farurile au fost mutate mai sus.

Vagon-polizor
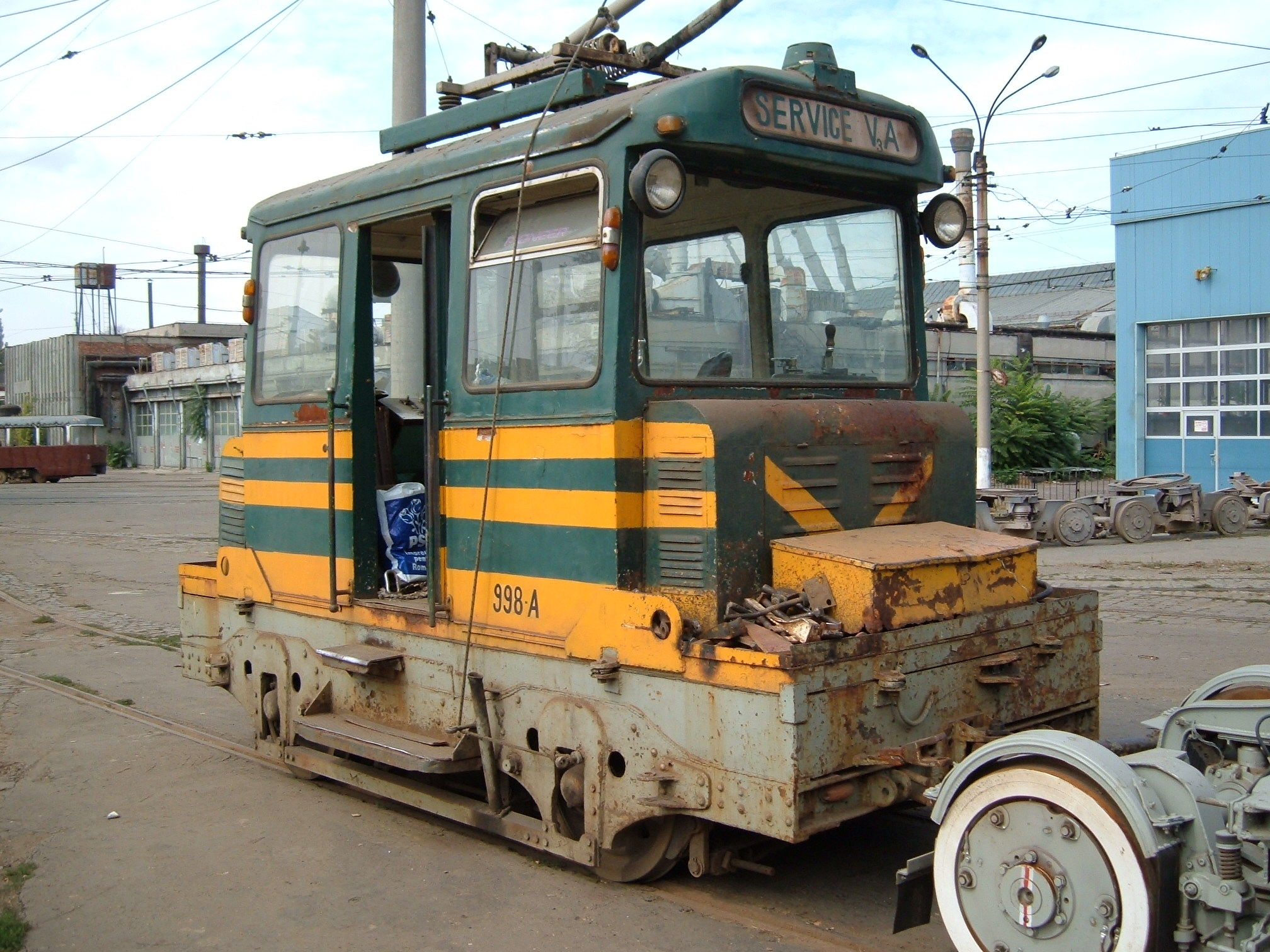
„Măgăruș” STB
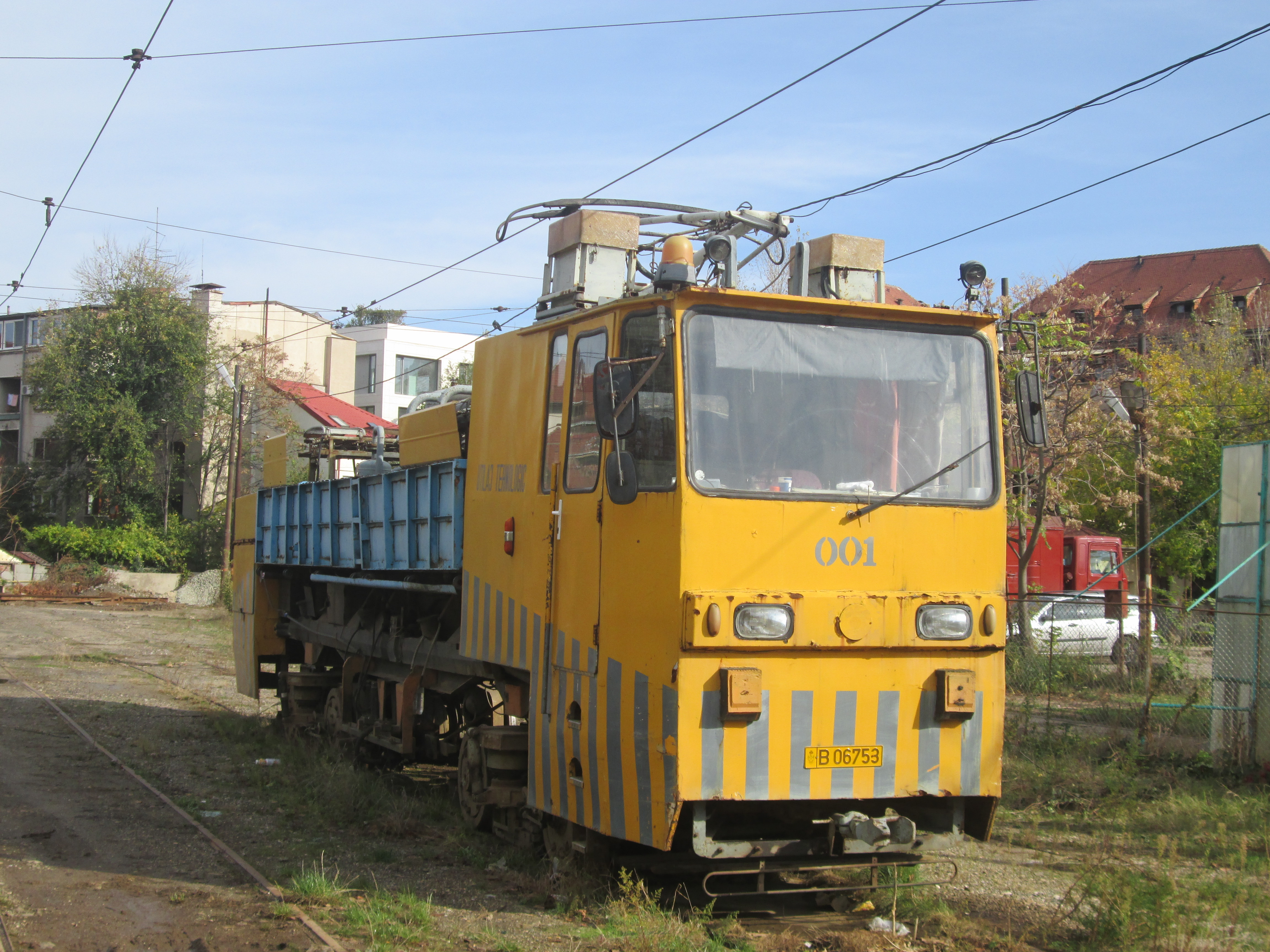
Tramvai-basculantă în depoul Victoria
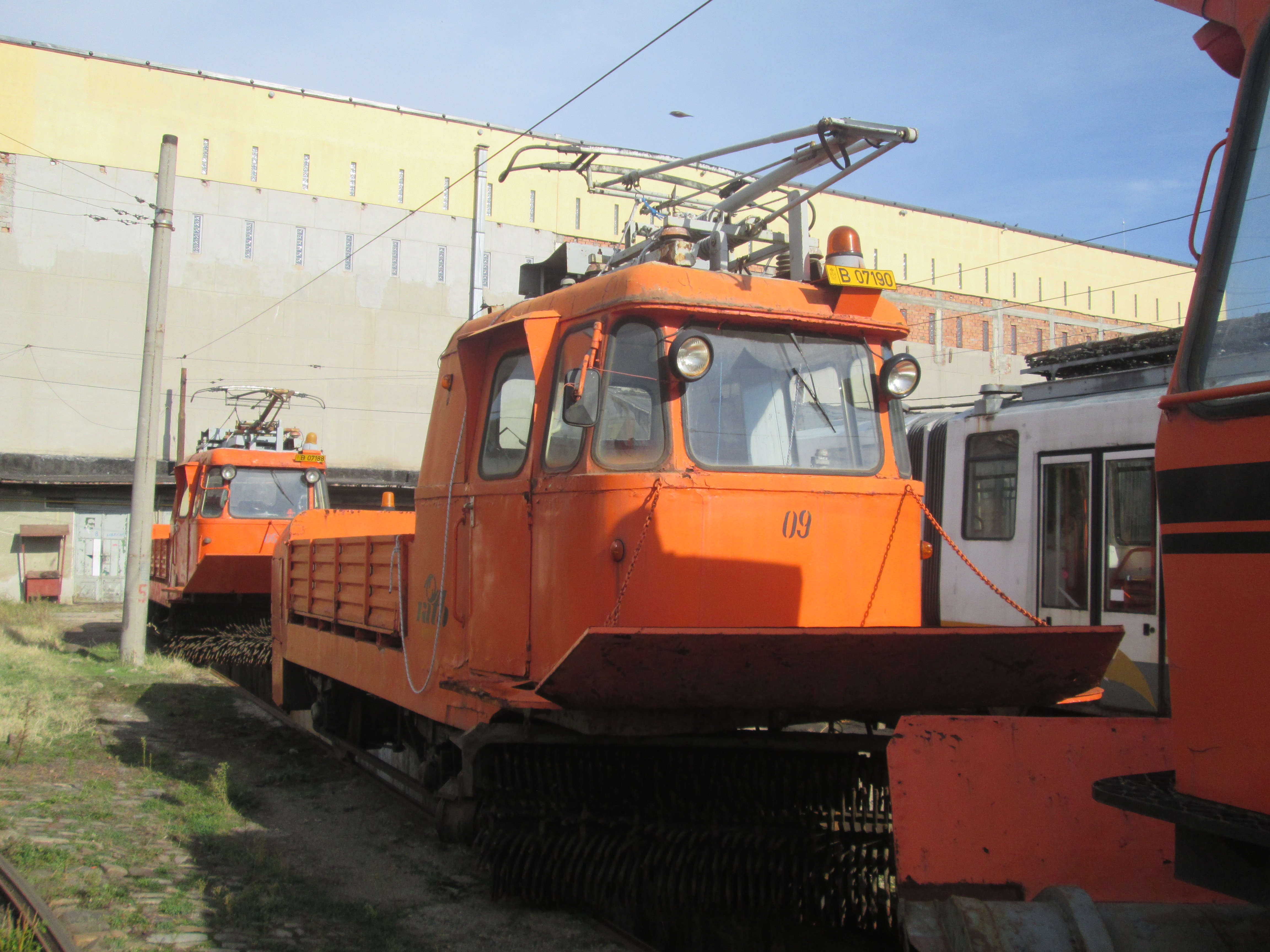
ITB 1VU
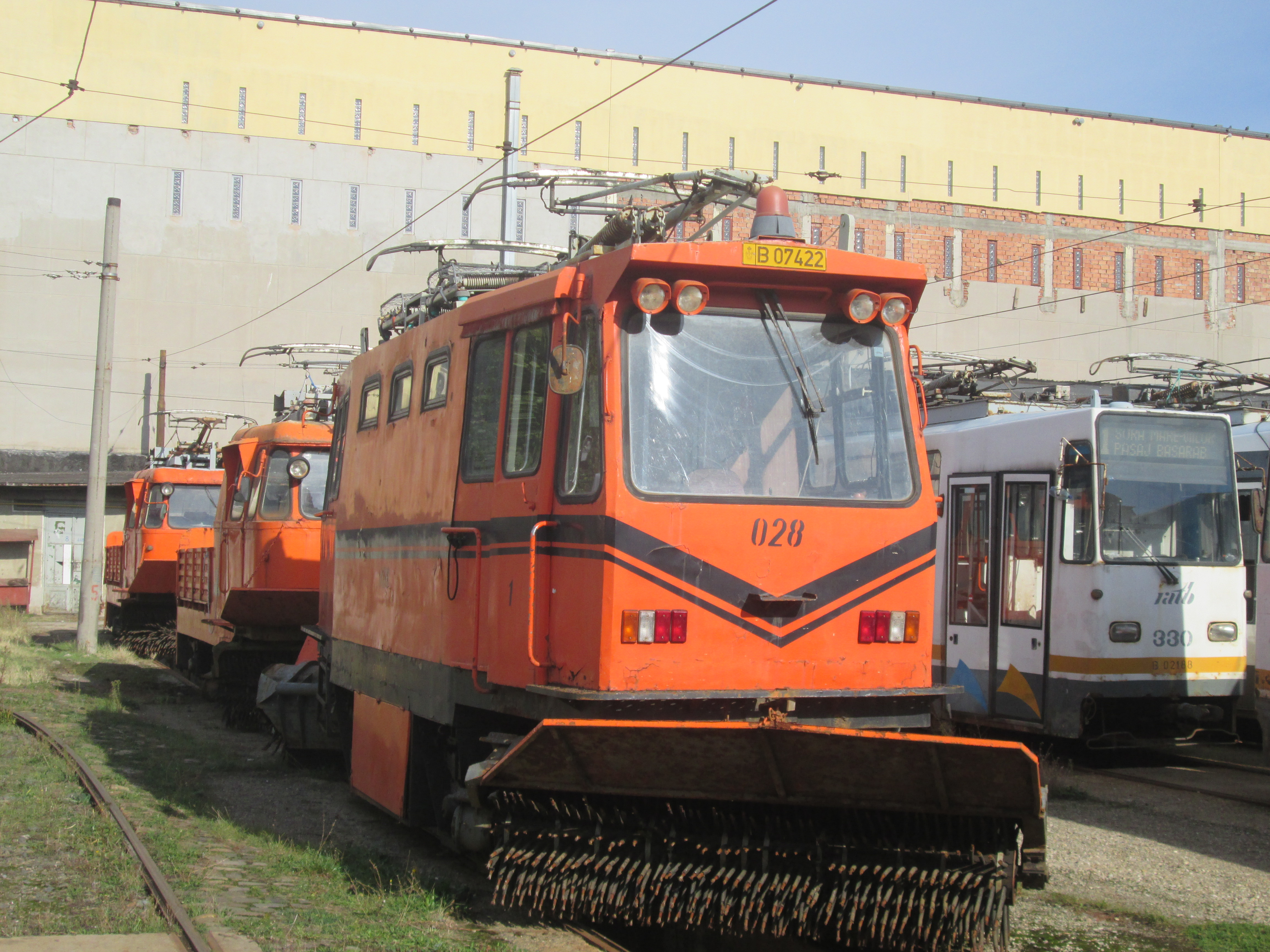
ITB 3VU